# Cathédrale de Canterbury
La cathédrale de Canterbury située à Canterbury (Cantorbéry en français) est un édifice de style normand situé dans le comté du Kent. Elle est l'une des plus anciennes et des plus célèbres églises d'Angleterre. Classée au Patrimoine mondial, c'est la cathédrale de l’archevêque de Cantorbéry, primat de toute l'Angleterre et chef religieux de l’Église anglicane. Siège du diocèse de Cantorbéry (Kent est), elle est le centre de la Communion anglicane. Son titre formel est cathédrale et église métropolitaine du Christ de Cantorbéry.
Fondée en 597, la cathédrale a été reconstruite dans le style gothique à la suite d'un incendie en 1174, avec d'importantes extensions vers l'est pour accueillir le flux de pèlerins visitant le sanctuaire de Thomas Becket, l'archevêque assassiné dans la cathédrale en 1170. La nef et les transepts normands ont survécu jusqu'à la fin du XIVe siècle, date à laquelle ils ont été démolis pour faire place aux structures actuelles. Le scriptorium de l'abbaye fut l'un des plus grands centres de production de livres de l'île mais aussi l'un des plus grands lieux d'enseignement du pays.
Le panorama d'architecture romane, gothique primitif et gothique tardif de la cathédrale de Canterbury est exceptionnel.

## Histoire

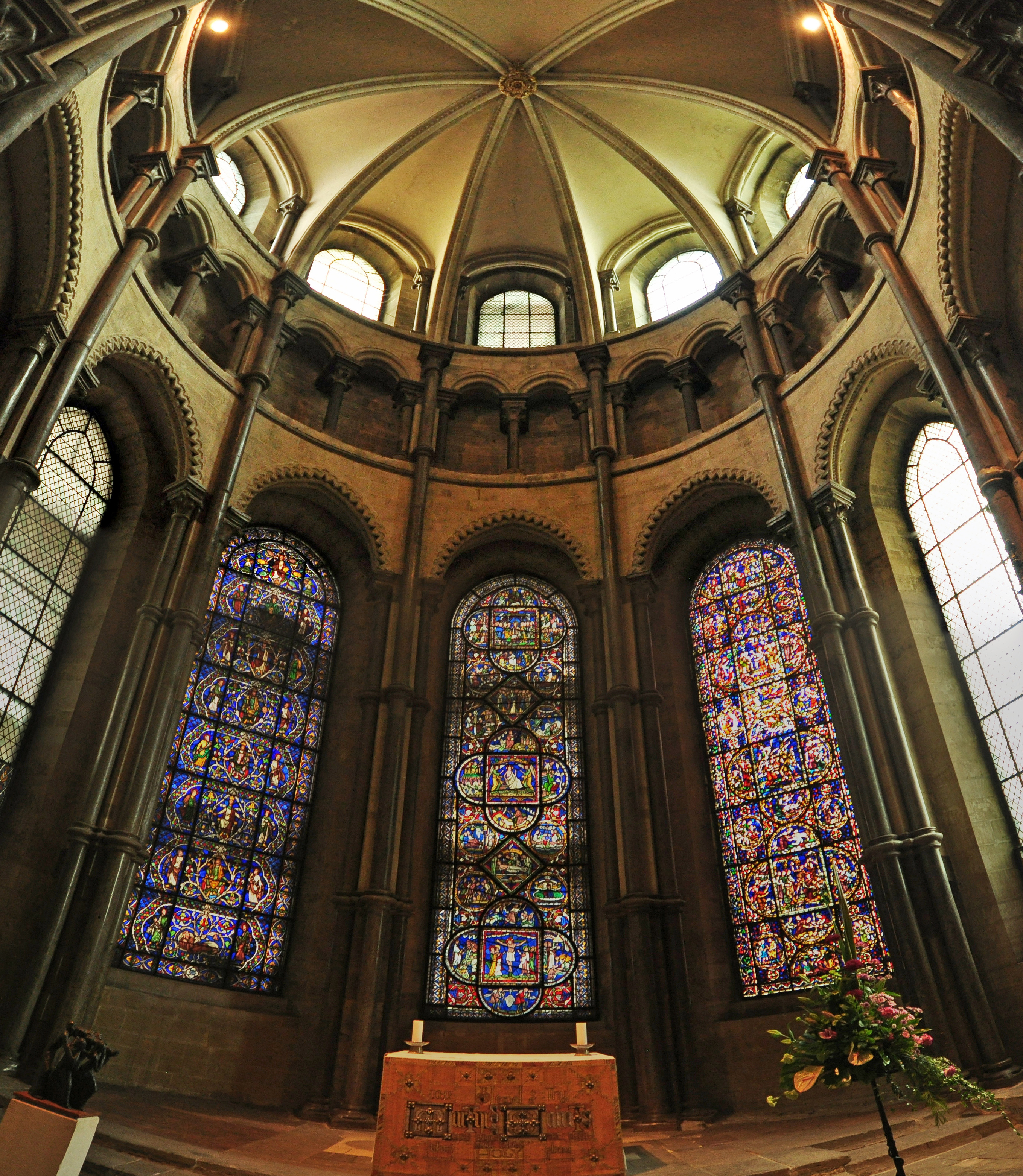
La couronne de Thomas Becket.

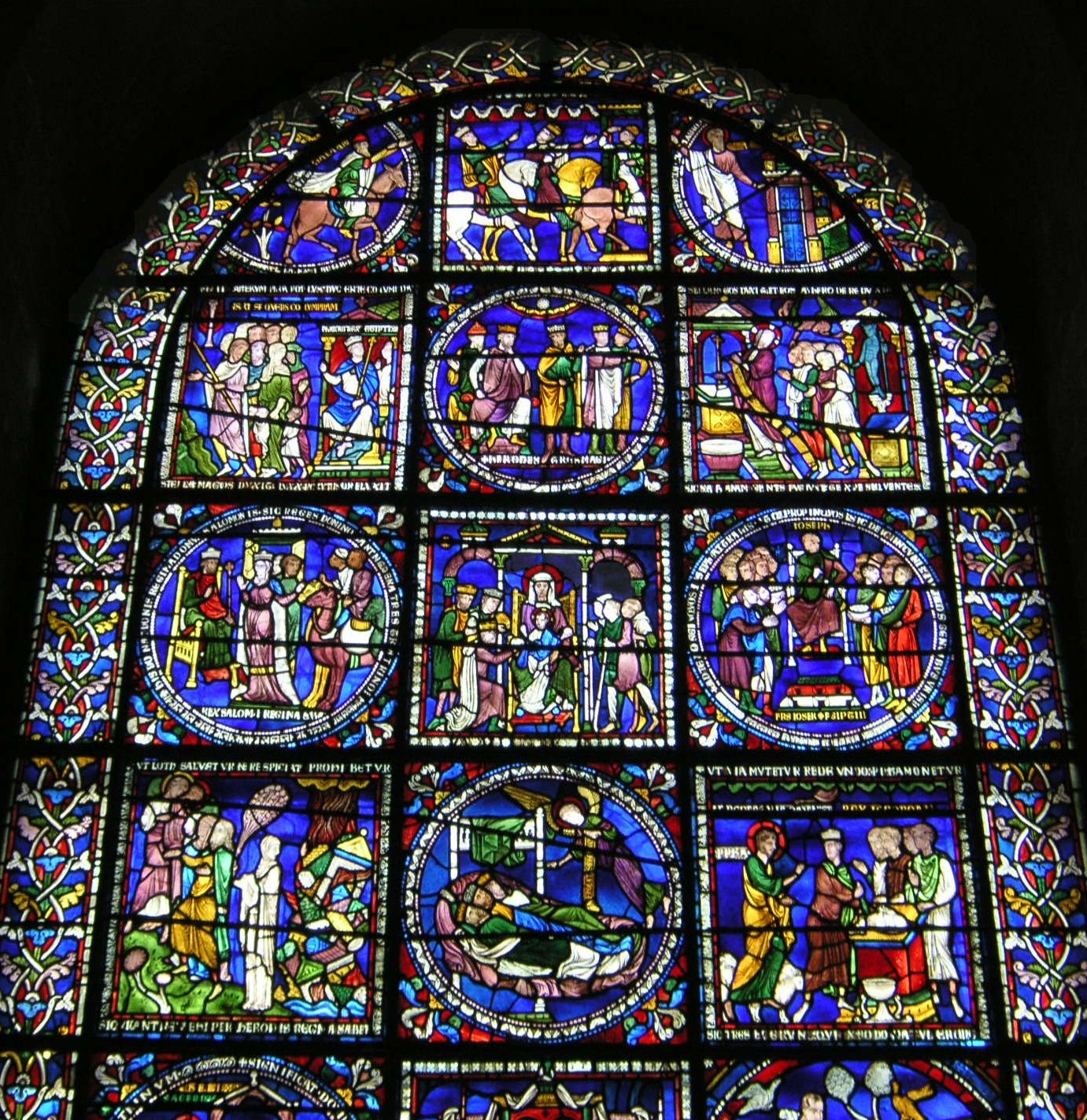
Détail des vitraux de la cathédrale.

### Cantorbéry capitale religieuse de l'Angleterre
La conversion au christianisme de l'Angleterre est l'œuvre des missionnaires des pays celtes et de Rome. Les celtes ont formé une église nationale indépendante de l'église romaine et dans les pays neufs, le pape Grégoire le Grand choisit pour la prédication des moines bénédictins dont Augustin de Cantorbéry en 597 pour évangéliser l'Angleterre. Le pape a aussi besoin des femmes pour convertir les païens et Augustin avec ses quarante moines s'adresse à la fille chrétienne du roi de Paris, épouse du roi du Kent.
Ils sont reçus à Cantorbéry, capitale du Kent. Le pape demande de ne pas détruire les temples, s'ils sont bien bâtis, afin de garder les habitudes de fréquentation et de les faire passer du culte du Démon à celui de Dieu. Cette méthode réussit et le roi du Kent se convertit.
Grégoire le Grand donne à Augustin le pallium, symbole d'autorité et lui conseille de placer l'archevêché d'abord à Cantorbéry, avant que Londres ne soit convertie. Cantorbéry demeurera finalement la capitale religieuse de l'Angleterre.
Augustin restaure, avec l'aide du roi, une église bâtie jadis par les fidèles romains. Il la consacre au nom du saint Sauveur, notre Dieu et Seigneur Jésus Christ, et établit au même endroit un lieu d'habitation pour lui et tous ses successeurs. Il fait construire en outre non loin de la même ville, à l'est, un monastère.

### La cathédrale anglo-saxonne
Le remplacement en 1993 du dallage de la nef a donné lieu à des fouilles qui ont mis au jour les traces romano-britanniques d'une rue avec des bâtiments en bois et une structure de maçonnerie.
À une vingtaine de centimètres au-dessous du plancher de 1786 qui avait remplacé le dallage normand, on trouve une cathédrale anglo-saxonne presque aussi grande que celle du premier archevêque normand Lanfranc construite à partir de 1070. Avec une longueur de 75 m, elle serait, au XIe siècle, une des plus grandes d'Europe du Nord. Elle est presque parallèle à celle de 1070 qui a été décalée d'environ cinq mètres vers le sud pour éviter les massifs de fondations.
On trouve quatre grandes phases de construction : 
- Des fondations avec réutilisation de pierres romaines peuvent faire partie de l'église primitive de Saint Augustin construite peu après 597. Elle comprend une nef et peut-être un narthex qui par ses dimensions rappellent l'église primitive Saint-Pierre et Saint-Paul de l'abbaye Saint-Augustin de Cantorbéry.
- Au sud-ouest de cette première phase, une structure de maçonnerie et un sol carrelé 1,20 m sous la surface peuvent appartenir à un mausolée.
- Aux IXe et Xe siècles, l'église primitive est démolie et remplacée par un bâtiment avec tour centrale de 49 × 23 m. Elle peut être datée des archevêques Wulfed (805-832) et Oda (942-958).

- Après 1011 et l'incendie de la ville de Canterbury et de sa cathédrale, sous les archevêques Lyfing (1013-1020) et Aethelnoth (1020-1038), le carré ouest est remplacé par une abside polygonale avec des tours à escalier hexagonales pour former l'important oratoire Saint-Marie. Cette organisation d'une abside accompagnée de deux tours est caractéristique du massif occidental (Westwerk) de l'architecture ottonienne que l'on rencontre à cette époque au nord -est de la France, en Allemagne et en Suisse. Un exemple est encore existant en Normandie à l'abbatiale Notre-Dame de l'abbaye de Jumièges. Cette phase donne un bâtiment bipolaire avec des absides à l'ouest et à l'est de 58,50 m de longueur × 30 m de largeur. Une crypte avec les restes de Saint Dunstan est possible[4],[5].
- La communauté de la cathédrale devient un monastère bénédictin avec les réformes de l’archevêque saint Dunstan.

### Période anglo-normande

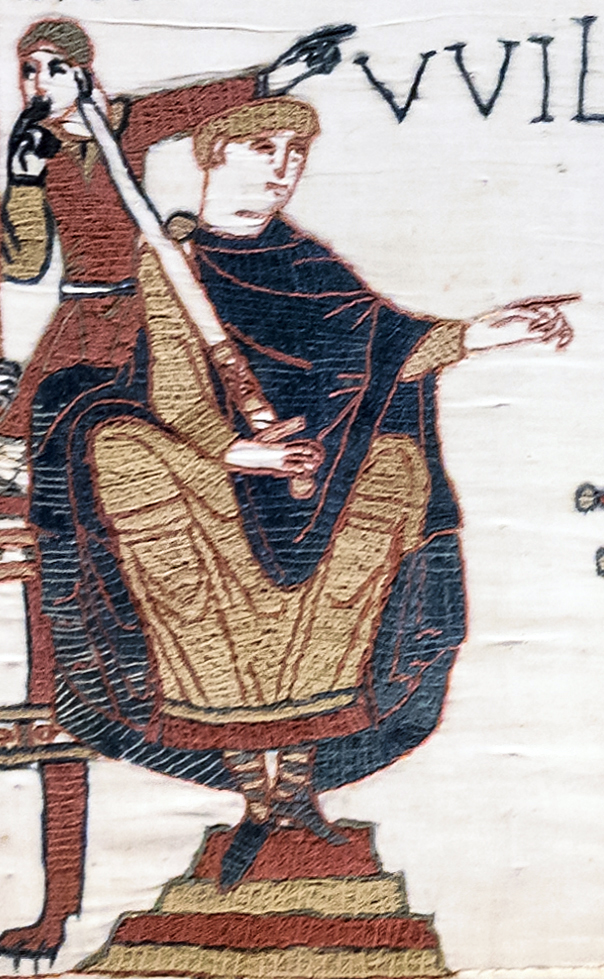
Guillaume le Conquérant.

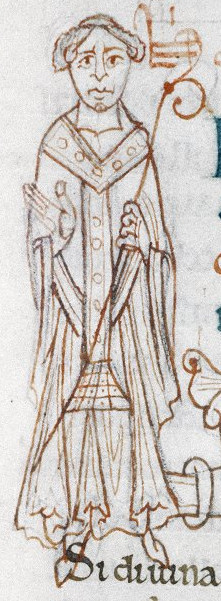
Lanfranc.

Avant la conquête de l'Angleterre de 1066, dans le litige entre le roi Harold et Guillaume le Bâtard, le pape donne raison à Guillaume car il s'engage à réformer l'Église d'Angleterre. En 1070, Guillaume le Conquérant nomme Lanfranc abbé de l'abbaye Saint-Étienne de Caen, archevêque de Canterbury pour restructurer l'Église d'Angleterre. Pendant les absences du roi, Lanfranc et Odon de Bayeux dominent le conseil qui administre le royaume.

#### L'influence normande en Angleterre
- Première période 1080-1090

Dans les premières années après la conquête normande de l'Angleterre, tout est normand, l'esthétique d'ensemble, les plans, les décors, tout est importé massivement, même la pierre de Caen envahit les chantiers. Les constructions normandes sont limitées à un petit nombre de sites stratégiques tandis que l'art saxon poursuit sa carrière dans les campagnes. La cathédrale de Canterbury construite par Lanfranc est une œuvre de cette première phase comme la chapelle de la Tour de Londres.
- Seconde période

Les données normandes sont progressivement remodelées sous l'influence du milieu anglais qui fournit la main-d'œuvre, le style reste commun au duché et au royaume. Les Anglais commencent à préférer certaines formes de plans.
Sous le roi Henri Ier de 1100 à 1135, les Normands se sentent clairement normands mais prennent conscience des possibilités de l'Angleterre. Sa richesse autorise des expériences, la main-d'œuvre anglaise s'adapte aux goûts et besoins des Normands et même interprète leurs désirs avec une certaine autonomie. Le mariage du roi Henri Ier avec Édith, fille du roi d'Écosse, favorise la fusion des deux peuples.
Cette époque se caractérise par le mépris des coûts, les dimensions impressionnantes des édifices, la splendeur du décor, la qualité technique et la diffusion en Angleterre du chevet plat qui remplace l'abside et le décor.
- Troisième période

Après le règne d'Henri Ier, les facultés créatives du roman anglais s'épuisent. Les cadres religieux n'apportent guère de contributions importantes à l'architecture avant l'avènement du gothique. La collaboration entre l'Angleterre et la Normandie prend fin. Les Anglais assimilent les apports extérieurs de l'Empire Plantagenet et on note des références à l'Aunis, la Saintonge et le Poitou vers 1140-1160.
Dans le troisième quart du XIIe siècle, l'Angleterre s'intéresse aux nouveaux apports d'Île-de-France et accepte le style gothique sans passer par l'intermédiaire du vieux duché de Normandie. L'influence des croisades et les contacts avec l'Orient est grande en Angleterre comme en Europe qui prennent conscience de la nature originale et des résistances de l'esprit occidental.
Bien avant la rupture des liens politiques en 1204, l'Angleterre cesse de se placer dans le sillage tracé par Guillaume le Conquérant et dans les dernières années de l'État normand, ce sont les Anglais descendants en grande partie de normands qui tiennent les commandes de la Normandie.

#### La cathédrale romane de Lanfranc

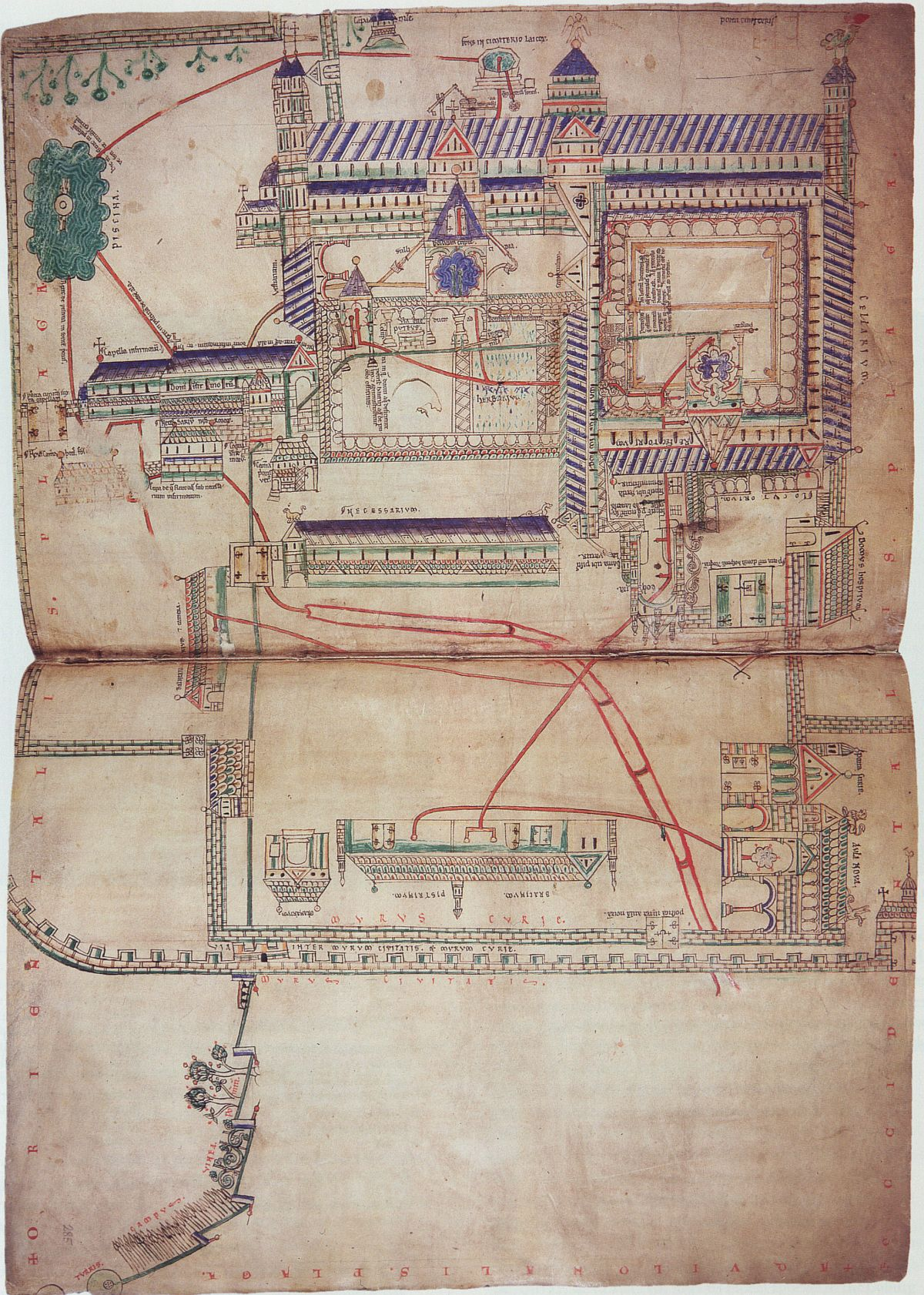
Plan de l'enceinte de la cathédrale de Canterbury avant 1175

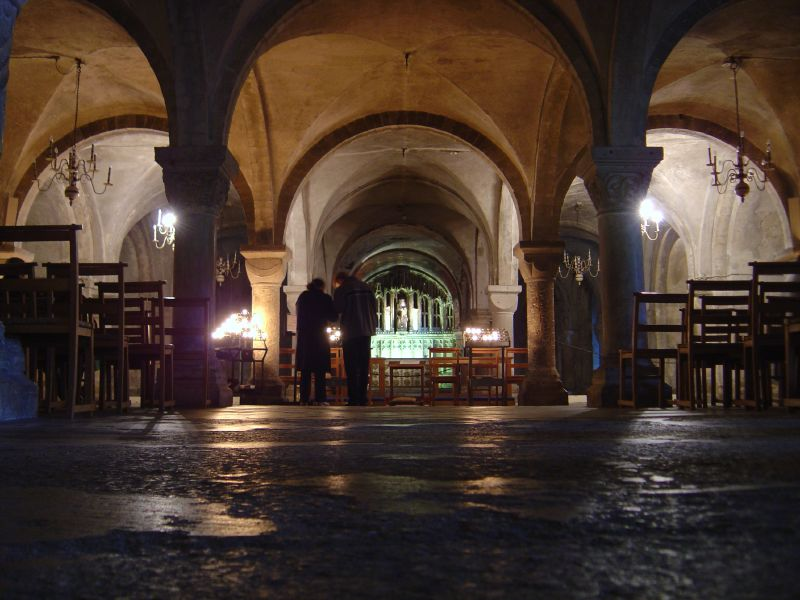
Crypte avec chapiteaux romans.

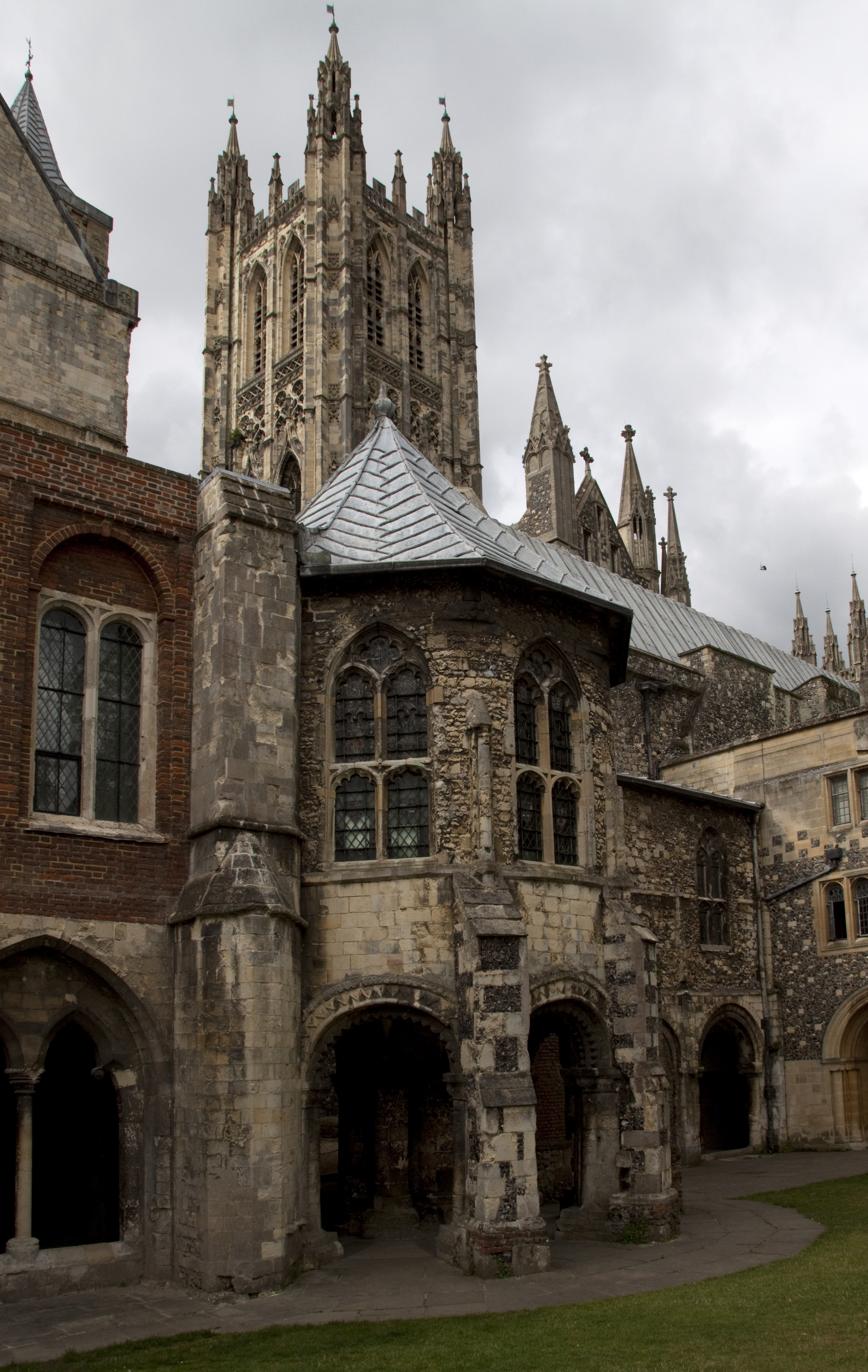
La tour des eaux présente sur le plan avant 1175.

Le cœur de la ville constitue au Moyen Âge une véritable cité ecclésiastique centrée sur la cathédrale (Christ Church). Après la conquête de l'Angleterre de 1066, Lanfranc le premier archevêque nommé par Guillaume le Conquérant entoure ce quartier d'une enceinte particulière à l'intérieur du périmètre urbain. Ainsi la cathédrale, le monastère bénédictin et le palais épiscopal forment une entité close et autonome.
En 1070, il fait reconstruire l’église saxonne qui était tombée en ruine après l'incendie de 1067 à environ 5 m au sud de l'ancienne église. Il veut faire de la nouvelle cathédrale un manifeste architectural du changement imposé à l'Angleterre. De style, de plan, d'élévation, elle est toute normande, très voisine de l'église Saint-Étienne de Caen qu'il termine et dédicace lui-même en 1077. Il donne à la façade les dispositions novatrices de Saint-Étienne: deux tours symétriques, implantées sur la première travée des bas-côtés, une nef à neuf travées non voûtées, un transept avec une tour-lanterne, une tribune à l'extrémité des croisillons avec chapelles orientées et un chœur de deux travées terminé par une abside. Le chantier est terminé en 1077.
Les vicissitudes subies font que des périodes préromanes et romanes il ne reste que des débris d'un grand intérêt mais qui ne donnent que des impressions ponctuelles. Trois lieux sont importants: la petite église Saint-Martin pour les souvenirs du VIe siècle, les ruines de l'abbaye de Saint-Augustin où des fouilles ont mis en évidence les plans d'églises romanes et préromanes du premier intérêt, la cathédrale et certains bâtiments monastiques romans et surtout gothiques. Il reste de la cathédrale de Lanfranc le plan de la partie est, tour, nef et collatéraux, le transept ouest, quelques maçonneries dans les parties basses de la nef, sous un rhabillage, le transept ouest et une partie des cryptes.

#### La cathédrale romane d'Anselme

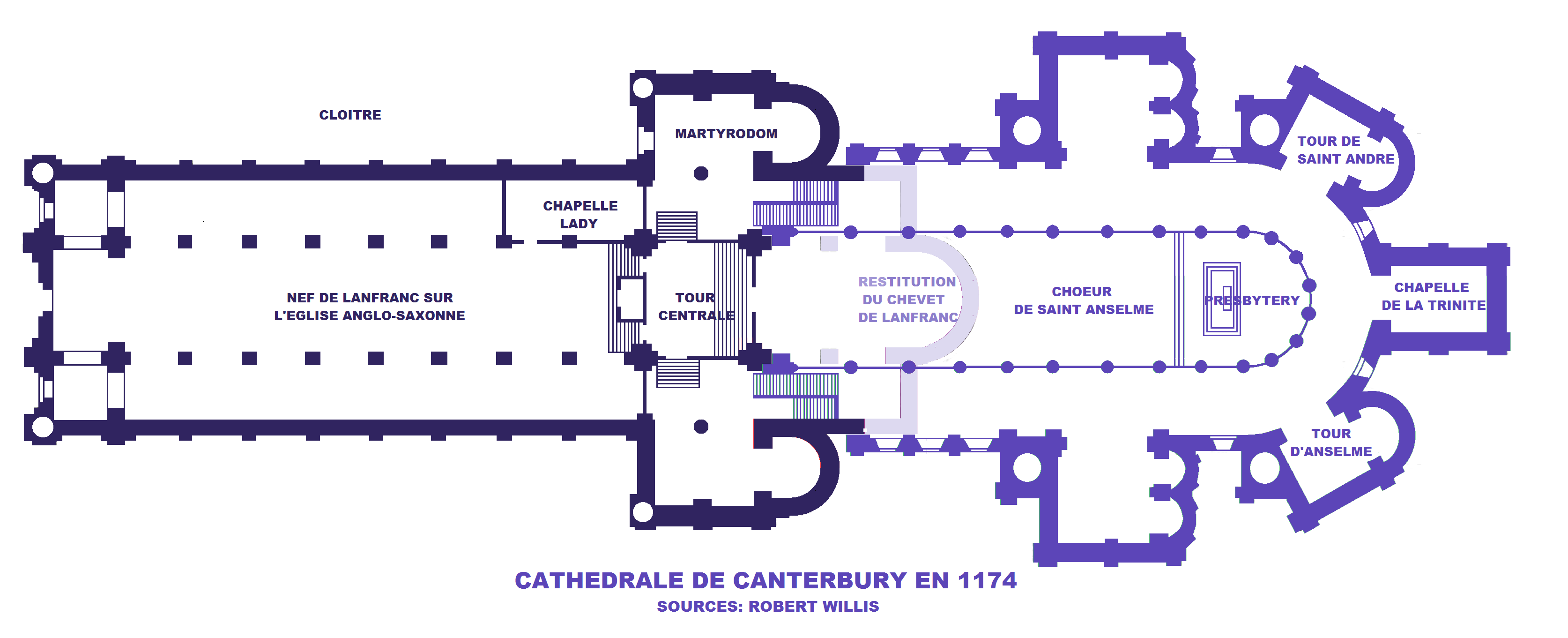
Plan en 1174 avec la restitution du chevet de Lanfranc.

Dans la génération suivante, le nouvel archevêque saint Anselme ancien abbé de l'abbaye du Bec avec les prieurs Ernulf (1086-1107) et Conrad (1108-1126) fait agrandir le chœur vers l’est afin de permettre l'accueil des moines du monastère qui avait été rétabli. Toute la partie est fut reconstruite, prolongée avec un déambulatoire et trois chapelles rayonnantes qui double la longueur de l'édifice. Les travaux sont terminés en 1130. La crypte de cette église reste aujourd’hui la plus grande de cette sorte.
Un relevé de 1832 de la tour nord deux ans avant sa démolition montre que si le plan rappelle l'église Saint-Étienne de Caen, le parti suivi dans l'élévation est différent. La tour compte sept niveaux de moins en moins larges et étayés par de puissants contreforts d'angles. Le décor se limite à des arcatures géminées inscrites dans des arcs en plein cintre. Des constructions de 1096 à 1130, il ne reste que les deux tiers du nouveau chœur.

#### L'influence du martyre de Thomas Becket

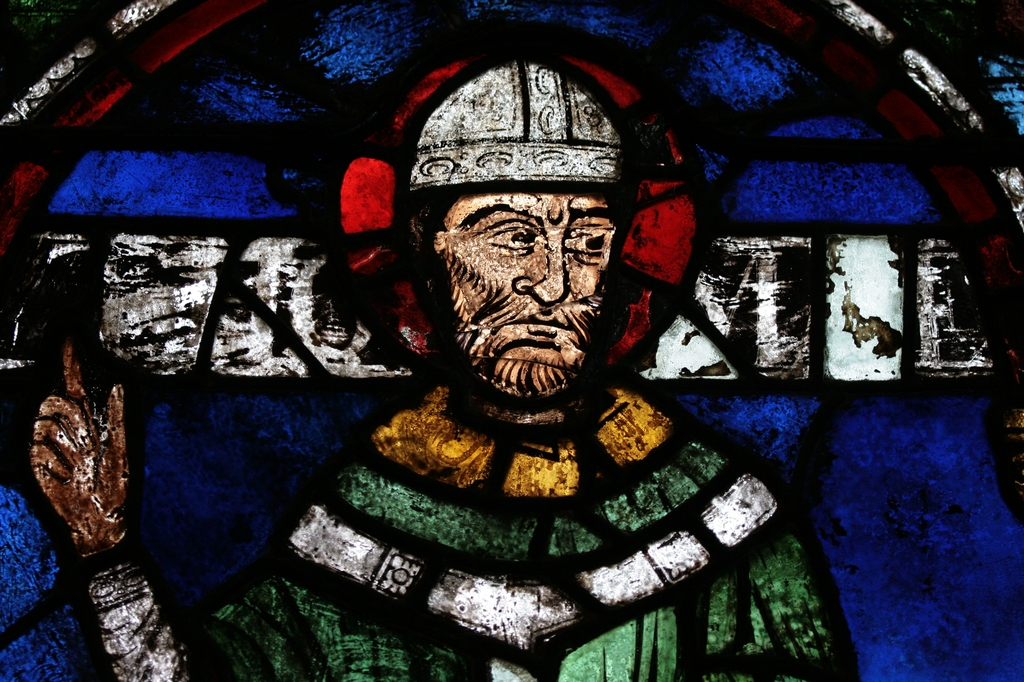
Thomas Becket sur un vitrail de la cathédrale.

En 1170, l'assassinat de l'archevêque Thomas Becket modifie profondément la notoriété, la richesse et l'architecture de la cathédrale. Il est tué dans le transept au nord-est le mardi 29 décembre 1170 par quatre chevaliers normands qui ont entendu les mots du roi Henri II d'Angleterre : « Qui va me débarrasser de ce prêtre turbulent ? » alors qu'il est en conflit avec Becket. Les gardes prennent cette expression au pied de la lettre et blessent mortellement l'archevêque dans sa propre cathédrale.
L'assassinat de Thomas Becket est le résultat de tensions entre les pouvoirs spirituels et temporels voire politiques qui s'affrontent au sein de la société médiévale. Ce conflit entre l'archevêque et le roi d'Angleterre divise l'Angleterre où une partie du clergé, les petites gens et la majorité du royaume de France soutiennent Thomas Becket. C'est aussi la rivalité entre les deux métropoles anglaises de York et Canterbury et la primatie de Canterbury affirmée depuis Guillaume le Conquérant et Lanfranc contre la volonté d'intégrer une Église d'Angleterre dont le roi serait la clé de voûte.

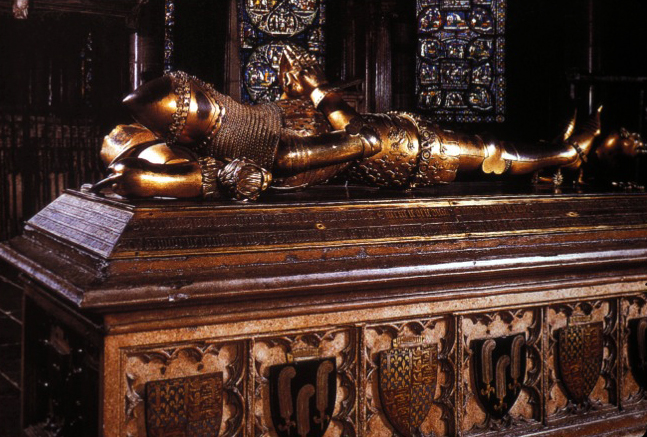
Tombe du Prince Noir.

Acclamé comme un martyr et canonisé le 21 février 1173, saint Thomas Becket connaît une gloire inouïe qui culmine en 1220 par l'élévation de ses restes mortels dans une châsse précieuse dans le chœur reconstruit de la cathédrale. Pendant trois siècles, les pèlerins se rendent dans la crypte où il repose. Des miracles se multiplient près de sa tombe et au contact des ampoules contenant le sang de son martyre.
Le pèlerinage de Canterbury attire des personnages illustres, le roi d'Angleterre Henri II vient s'y recueillir et faire pénitence, les rois de France Louis VII et Philippe Auguste, le futur pape Innocent II avec des étudiants parisiens. Les Plantagenêt Henri III, Édouard Ier et le Prince Noir qui veut être inhumé près de la châsse du saint ont une grande déférence pour le martyr qui devient le patron de l'Angleterre. Les premiers Lancastre dont Richard II redoublent de ferveur et de générosité puis, en 1520, le roi d'Angleterre Henri VIII accompagné de Charles Quint s'inclinent devant la châsse.
En 1538, ce même roi d'Angleterre Henri VIII, au nom de la suprématie royale donne l'ordre de démolir la châsse et de disperser les ossements de saint Thomas Becket.
Au XIVe siècle, les Contes de Canterbury écrits par Geoffrey Chaucer sont une série d'histoires dites par un groupe de pèlerins faisant route de Southwark à Canterbury pour visiter le sanctuaire de Thomas Becket.

#### La cathédrale gothique de Guillaume de Sens et Guillaume l'Anglais

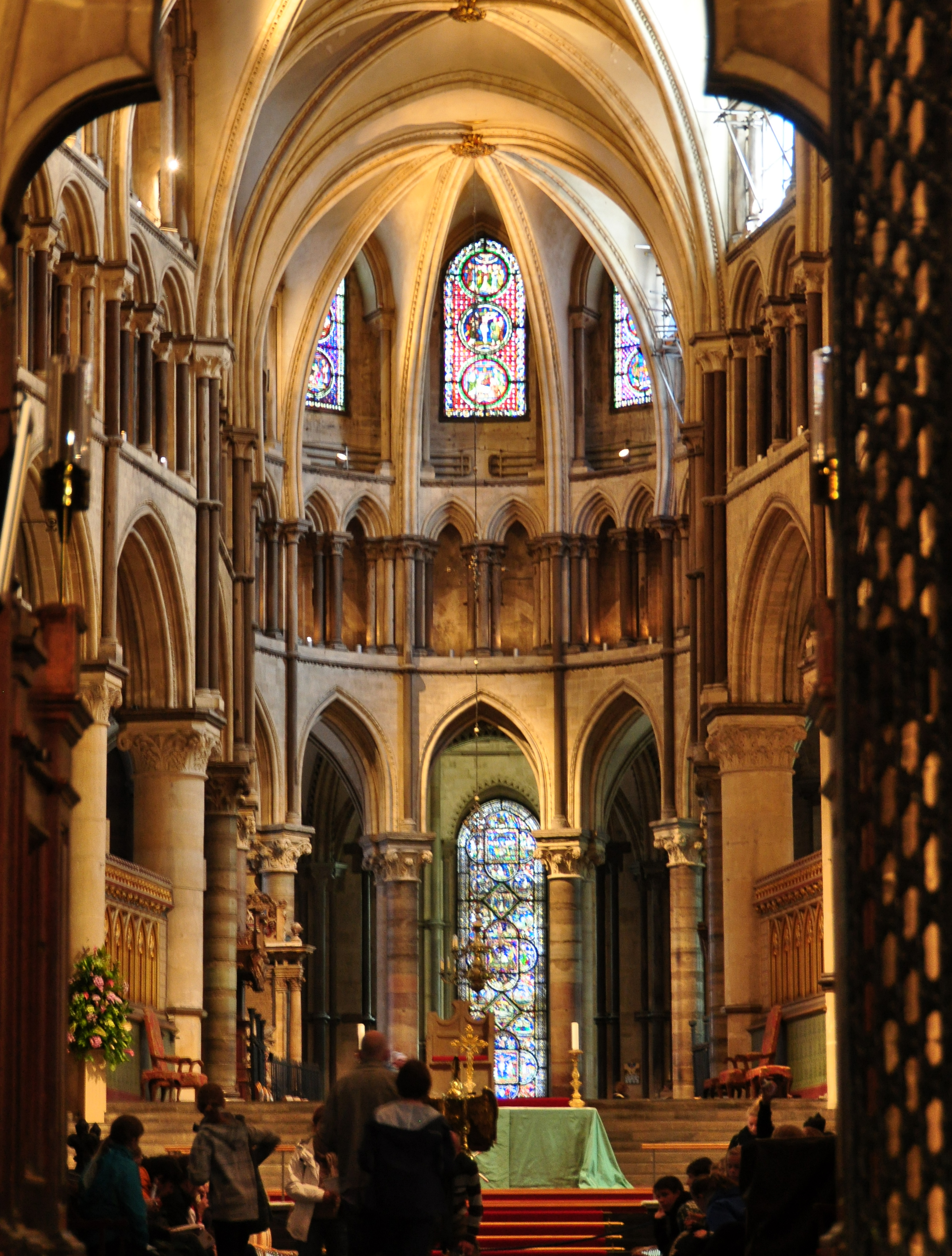
La chapelle de la Trinité.

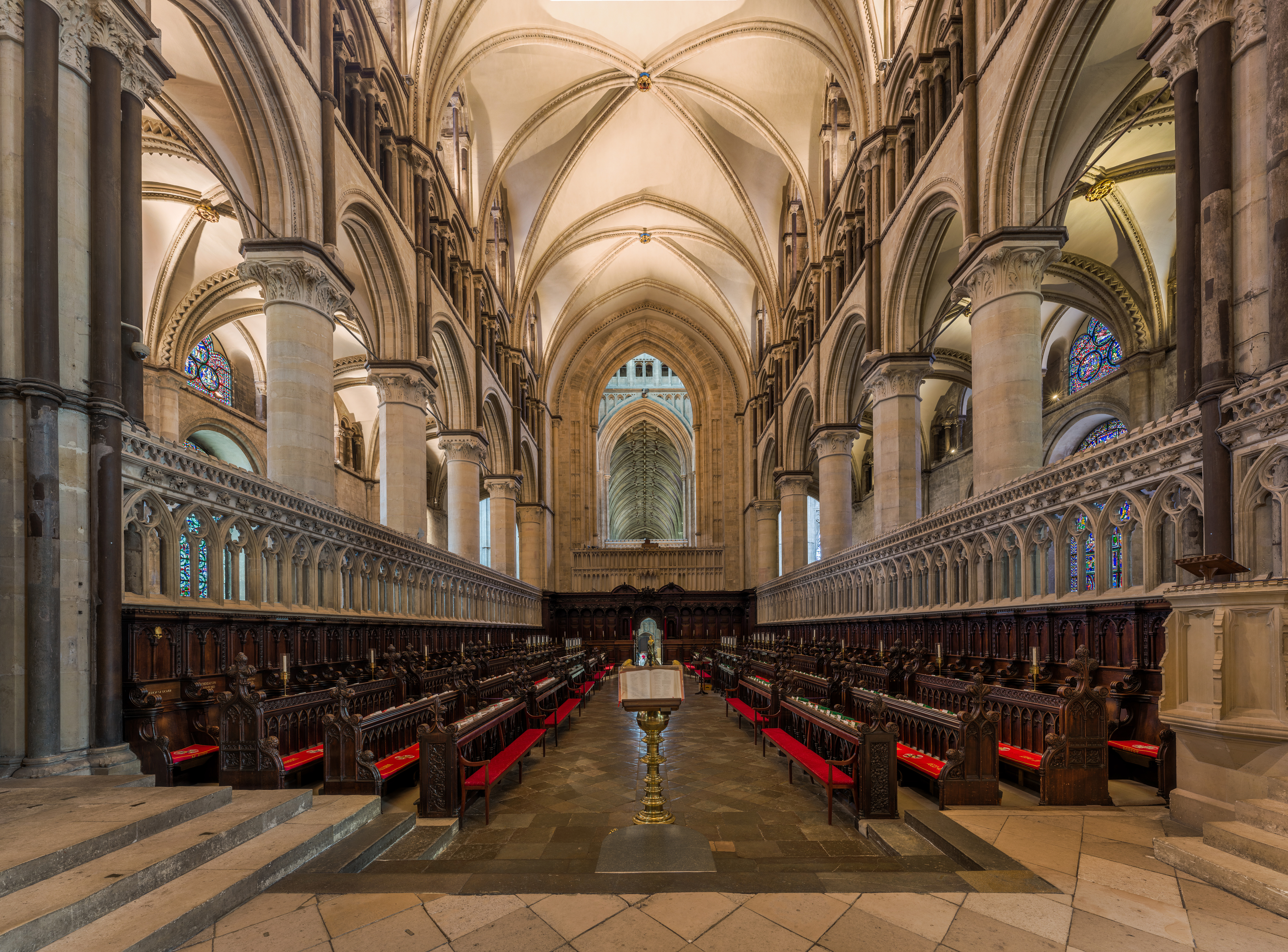
Le chœur du XIIe siècle.

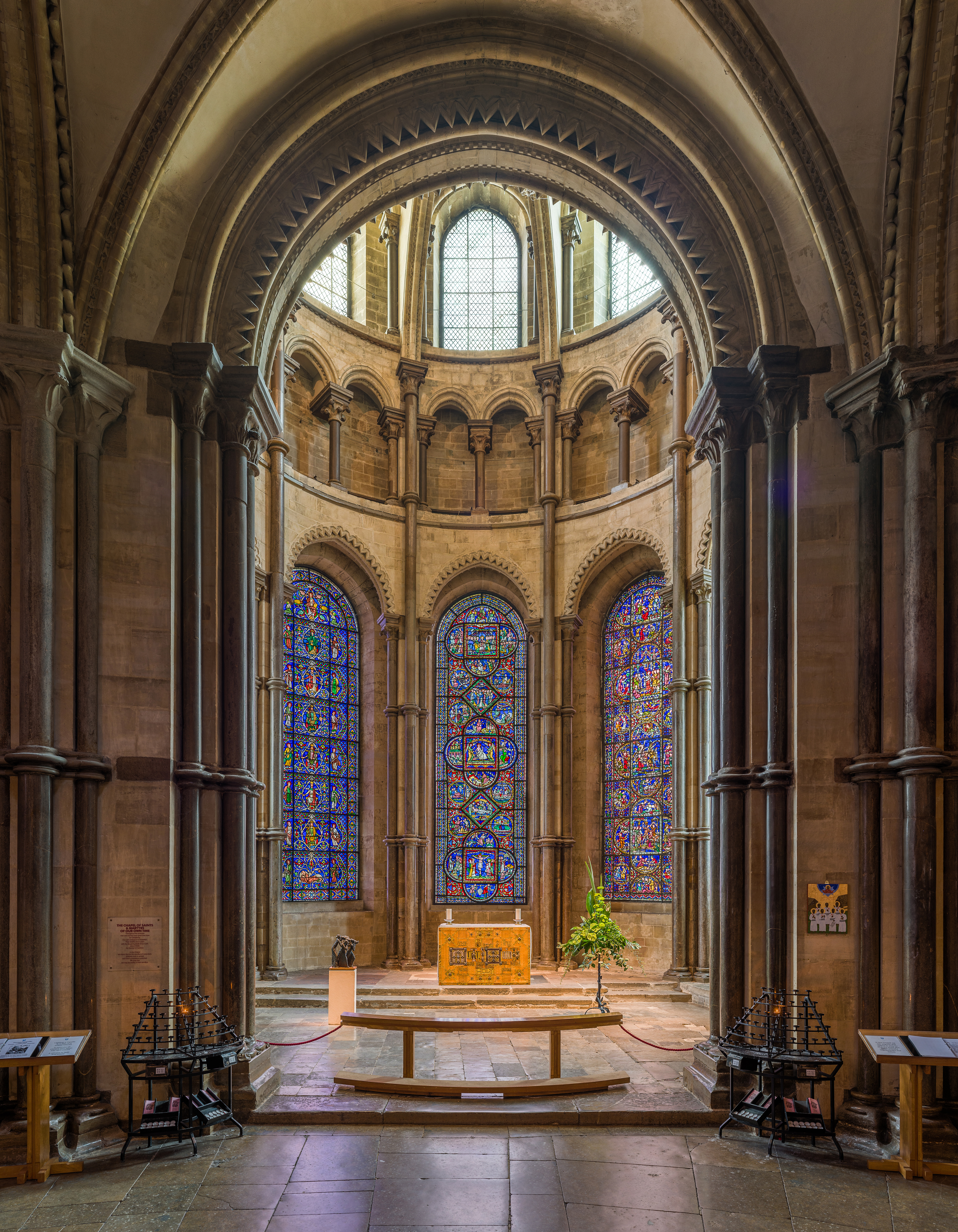
La Couronne de Thomas Becket.

Après l'incendie de 1174, les travaux sont réalisés par Guillaume de Sens de 1175 à 1178 et poursuivis par Guillaume l'Anglais de 1179 à 1226. Cette reconstruction est connue grâce au moine Gervais contemporain des travaux.
Guillaume de Sens reprend les fondations romanes de la cathédrale, construit un chœur de cinq travées à l'Est du grand transept, puis un autre petit transept et plus à l'Est un deuxième chœur de quatre travées. Les deux chapelles romanes de Conrad épousant le déambulatoire au niveau de la crypte impliquent un rétrécissement des deux dernières travées.
Guillaume l'Anglais agrandit la crypte, reconstruit plus haut la chapelle de la Trinité car les religieux ont la volonté de garder l'emplacement de la sépulture et de la dernière messe de Thomas Becket. Il la remplace par un chevet avec abside et déambulatoire. Au-dessus, il prolonge le deuxième chœur de Guillaume de Sens par l'actuelle chapelle de la Trinité aussi haute que le chœur constitué de deux travées, d'une abside avec déambulatoire et dans l'axe une chapelle : la Corona ou Couronne de Thomas Becket. Le but de l'ensemble construit par Guillaume l'Anglais est de rendre visible les reliques de Becket au-dessus du grand autel et du siège épiscopal de la cathédrale.
La porte Est de la cathédrale de Canterbury est la première œuvre de style gothique français construite par Guillaume de Sens de 1175 à 1178 après l'incendie de 1174 ; la finesse de ce gothique primaire laisse en Angleterre une marque indélébile.
À Canterbury, les formes et les méthodes gothiques sont posées sur un plan typiquement roman. Les techniques de constructions romanes sont conservées et les formes gothiques sont utilisées comme ornements. Les anglais sont très sensibles aux ornements extérieurs et c'est ici qu'il faut chercher les éléments qui ont permis au gothique anglais de suivre cette voie si particulière.
Les lignes horizontales romanes sont conservées ce qui est contraire à l'esprit gothique où les bâtiments s'élèvent vers le ciel. Des piliers libres remplacent les piliers ronds, les ogives sont très étroites, les lancettes et les voûtes permettent l'introduction des liernes pour réaliser des voûtes en étoiles. Le décor de motifs étroits et fins est très, voir trop utilisé.
Ce style qui correspond aux attentes des habitants se répand très vite mais entraîne une uniformité des bâtiments contrastant avec ce qui s'est produit en France. La cathédrale de Canterbury est l'exemple parfait de cette époque

#### Les vitraux de la fin duXIIeet début duXIIIesiècles

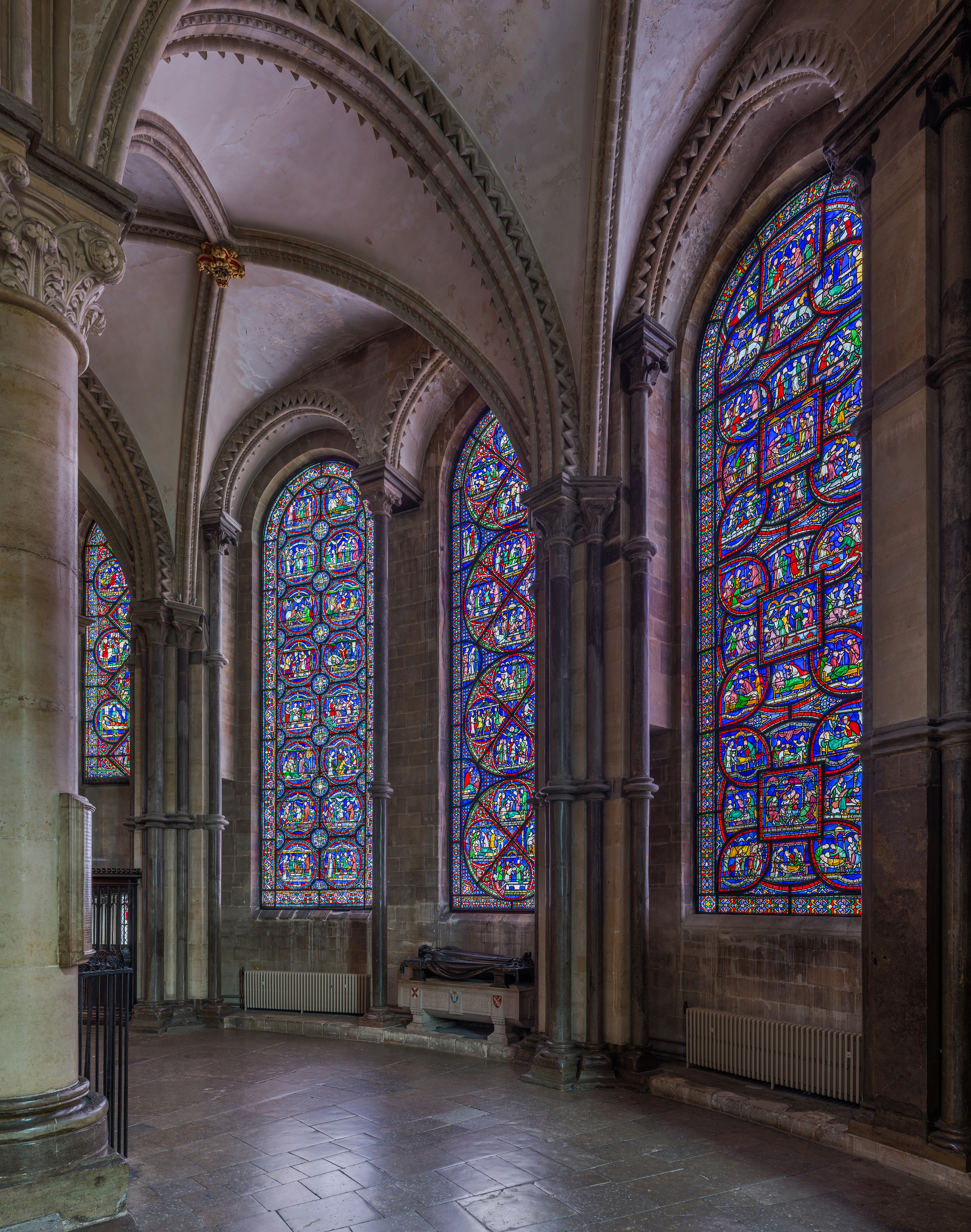
Les vitraux de la chapelle de la Trinité.

Dès 1174-1175, le programme général de plus de cent verrières pour la décoration des nouvelles constructions est fixé. La généalogie du Christ est destinée aux fenêtres supérieures du chœur, du presbytery et de la chapelle de la Trinité. Les fenêtres basses dans les collatéraux du chœur sont fondées sur l'iconographie de la Parole du Christ. Ces verrières ont été posées suivant l'avancement des travaux du chœur.
Dans les collatéraux de la chapelle de la Trinité et de la Couronne de Becket est installée la série hagiographique des miracles de saint Thomas martyr demandée par les religieux dès 1182-1183 pour le moins et peut être conçue avant la translation des reliques de 1220.
Les vitraux légendaires du déambulatoire de la Chapelle de la Trinité et en partie de la Couronne sont liés au culte de saint Thomas Becket et relatent les miracles survenus près des reliques. Il est extraordinaire qu'une série de représentations d'événements contemporains ou presque contemporains prennent place dans l'iconographie hagiographique, généralement vouée au XIIe à des légendes presque stéréotypées de quelques grands saints.
Les vitraux dédiés aux saints archevêques anglo-saxons Dunstan et Alphège sont probablement achevés en 1180 au moment du transfert de leurs reliques dans le presbitery. Leur création est consécutive au développement du culte dont ils font l'objet dans la période anglo-normande avant que le culte de saint Thomas Becket ne l'occulte. Ils se réduisent à neuf scènes qui permettent d'éclairer la reconquête anglo-normande de l'héritage anglo-saxon dans les lieux importants de l'Église anglaise,.

#### Manuscrits et enluminures

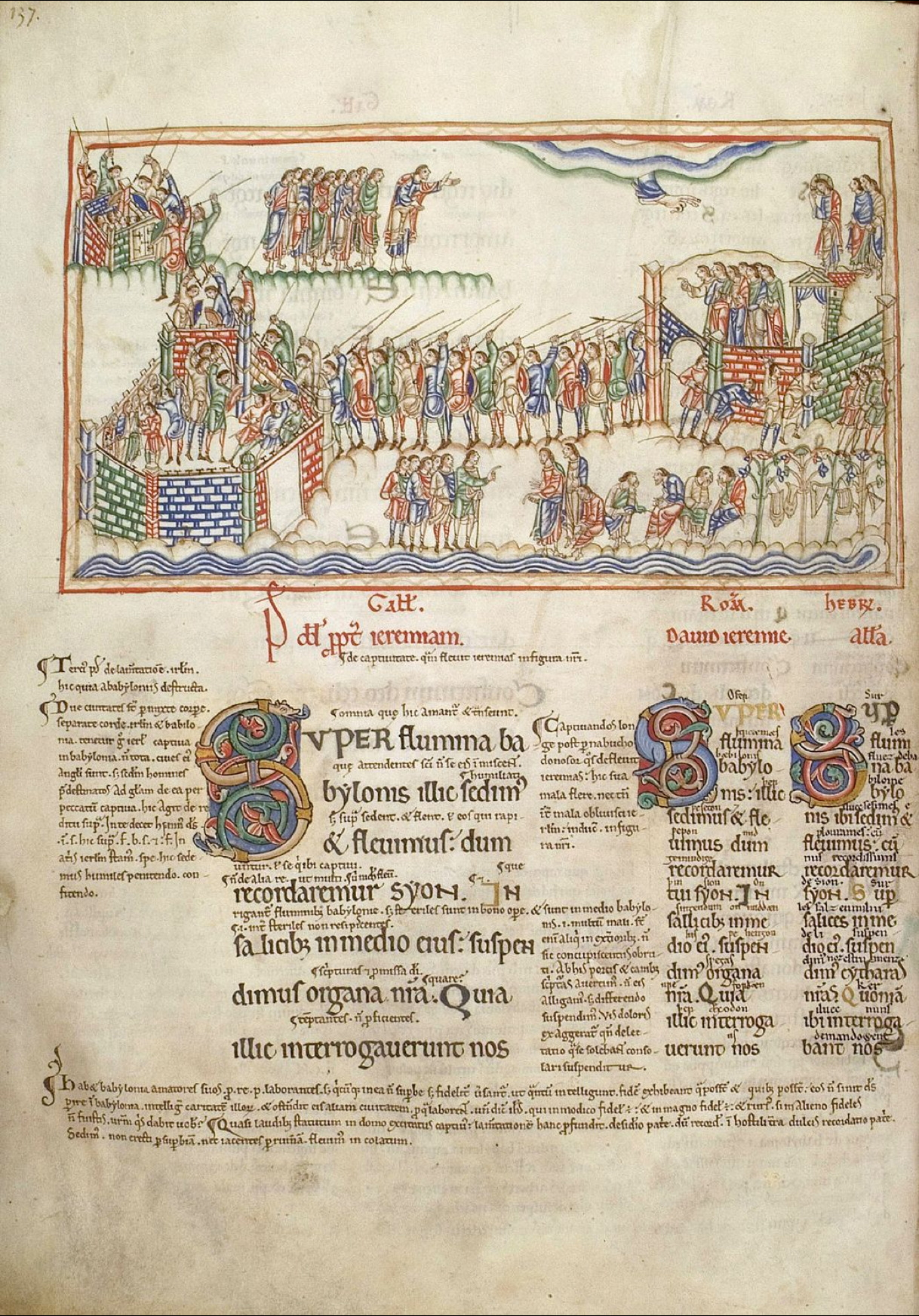
Psautier d'Eadwine,cathédrale de Canterbury.

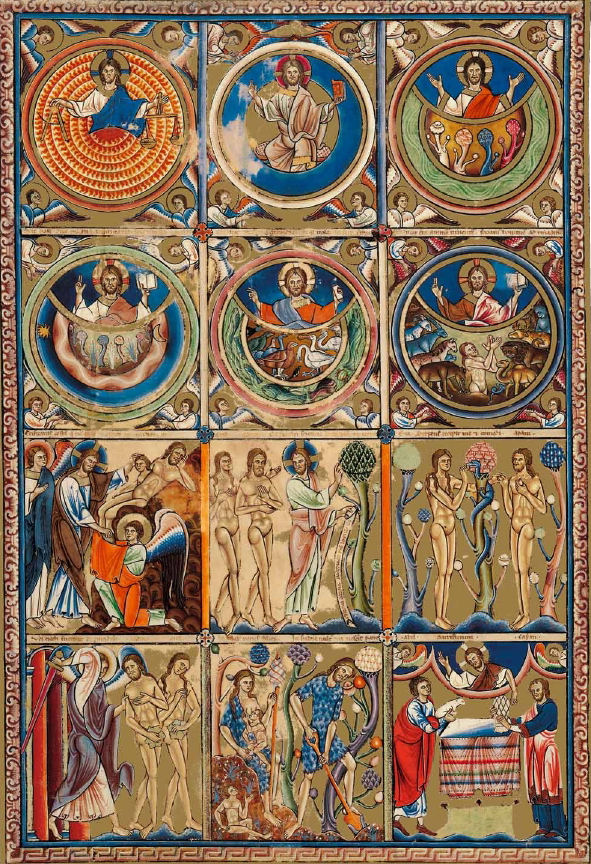
Le psautier anglo-catalan.

Le manuscrit est une source irremplaçable de connaissance et d'appréciation du niveau intellectuel, culturel et artistique des catégories de la société qui selon les époques et les circonstances y ont accès. À l'époque romane, la production et la décoration des livres se fait essentiellement en milieu religieux et aux sièges des évêchés. La conquête normande de l'Angleterre coïncide en Europe occidentale avec une période de renouveau intellectuel et de réforme ecclésiastique qui demande des livres apportant des réponses aux questions de théologie, de doctrine et de philosophie. Les ouvrages les plus importants après la Bible sont les écrits des Pères de l'Église latine : Augustin, Jérôme, Grégoire et Ambroise.
Avant 1066, la majorité des moines et des clercs anglais ont une médiocre connaissance du latin et utilisent des livres en langue vernaculaire. Pour que les copistes anglais puissent copier les textes essentiels, il faut les importer du continent. Lanfranc, archevêque de Canterbury et Herbert, évêque de Norwich demandent des livres et des copistes aux abbayes normandes, l'évêque de Durham amène des copistes du Bec qui dominent la production jusqu'au début du XIIe siècle. Aux XIe siècle et XIIe siècle, la Normandie exporte vers l'Angleterre 32 ouvrages. Canterbury reçoit six livres de l'abbaye du Bec, de l'abbaye Saint-Pierre de Préaux et de l'abbaye du Mont-Saint-Michel, la cathédrale d'Exeter: 17, la cathédrale Saint-Paul de Londres: 2, l'abbaye de Malmesbury: 1, la cathédrale de Salisbury: 1, la cathédrale de Worcester: 1 plus quatre de provenance incertaine. Dans le demi-siècle qui suit la conquête, l'Angleterre et la Normandie forment une ère culturelle commune.
La grande période créatrice des XIe siècle et XIIe siècle à son apogée dans les scriptoria monastiques aux environs de 1100. Cette floraison exceptionnelle doit être mise en parallèle avec l'apogée romane de l'architecture. Elle est le fruit d'un jeu complexe d'influences des écoles carolingiennes et anglo-saxonnes. Les conquêtes normandes de l'Angleterre et de l'Italie du Sud au XIe siècle ont élargi le champ des relations artistiques et intensifié les courants d'échanges. Dès le début du XIe siècle, le renouveau monastique de Normandie et le développement des scriptoria de l'abbaye du Mont-Saint-Michel et de l'abbaye de Fécamp bénéficient de l'influence de l'enluminure anglo-saxonne et il se crée en Normandie un style marqué par la conjonction de traditions carolingiennes et d'apports d'Angleterre.
La conquête normande de l'Angleterre amène une rupture toute relative dans les arts du livre dans les îles Britanniques. Plusieurs manuscrits venus de Normandie traversent la Manche, comme la Bible de Guillaume de Saint-Calais mais leur influence reste limitée au domaine des lettrines ornées. Les scriptoria anciens tels que ceux de Canterbury continuent à produire en continuant le style anglo-saxon d'avant la conquête.
Le centre de Canterbury reste relativement à l'écart du style de Maître Hugo, l'influence italo-byzantine se limitant aux représentations des figures. Le psautier d'Eadwine (Trinity College (Cambridge), Ms.R.17.1) est en fait une copie du psautier d'Utrecht copié notamment vers 1147 par le scribe Eadwine Basan dont le portrait représenté au folio 283v est d'inspiration italo-byzantine dans la figure mais reste très insulaire dans les ornementations notamment des plis du vêtement. Le même Eadwine est à l'origine de la bible de Douvres (Corpus Christi College, Cambridge), plus byzantinisante dans son style. Un autre artiste majeur de Cantorbéry est le Maître de la Bible de Lambeth, qui peint ce manuscrit (Lambeth Palace, Ms.3), inspiré par le style de Maître Hugo et qui influence l'enluminure du nord de la France par des voyages sur le continent. Il influence aussi la réalisation du Psautier d'Henri de Blois (British Library, Cotton Nero C.IV) réalisé à Winchester vers 1150 lui aussi dans un style très inspiré de la peinture byzantine.
Le psautier anglo-catalan (BNF, Lat.8846) dernière copie du psautier d'Utrecht dont la première partie a été décorée à Canterbury au tout début du XIIIe siècle, marque la transition progressive vers le style gothique,.

#### La sculpture
Les influences
L'existence de relations artistiques entre la peinture, l'orfèvrerie, les ivoires et la sculpture sur pierre sont fréquentes à l'époque romane mais peut-être encore plus en Angleterre. La sculpture romane en Angleterre est liée à l'art normand avec des apports de l'art anglo-saxon qui l'a précédé. Les artistes anglo-saxons sont appréciés et non méprisés par les Normands et jouent à ce moment-là un rôle essentiel.

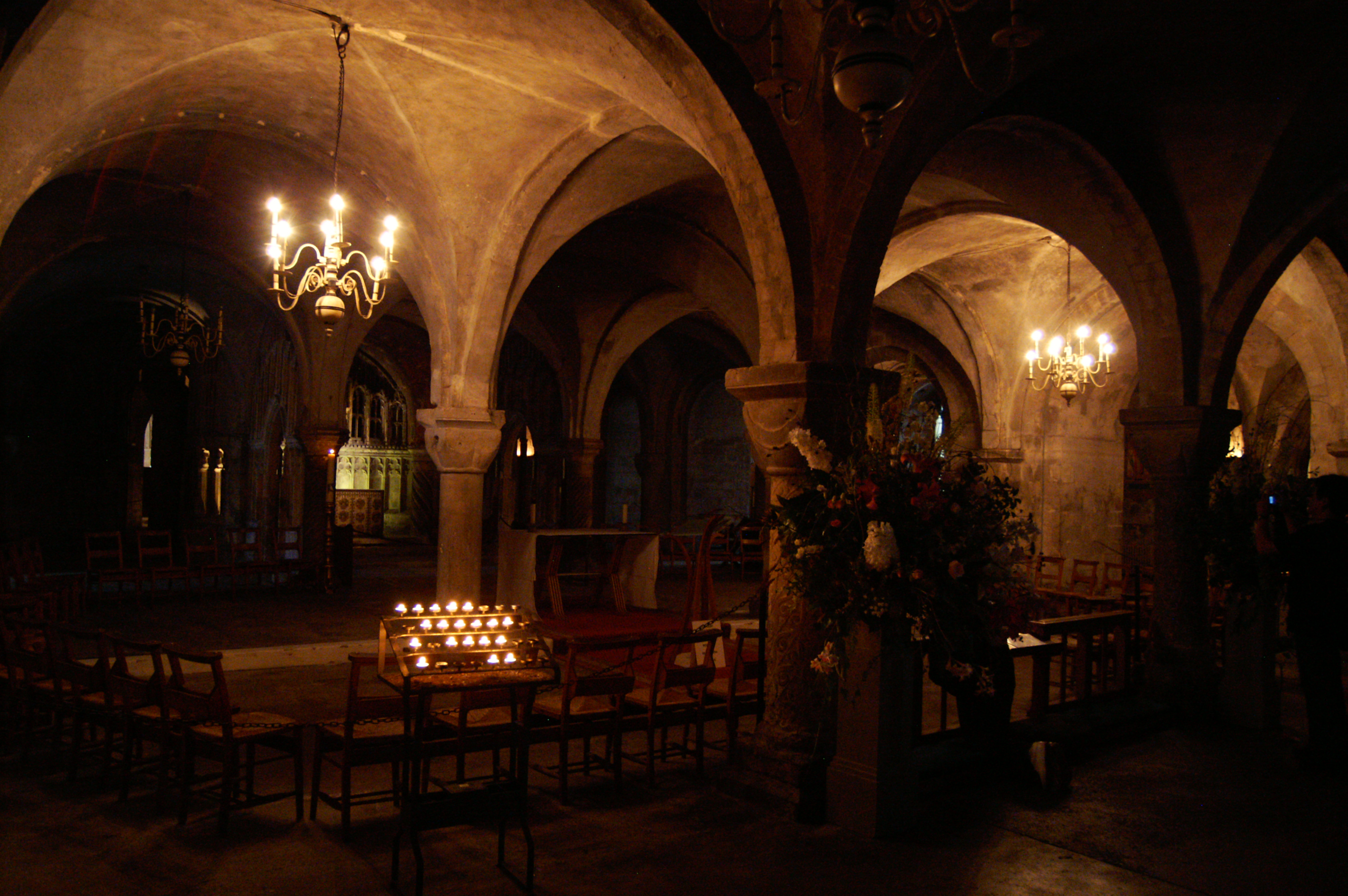
Crypte avec des chapiteaux à godrons.
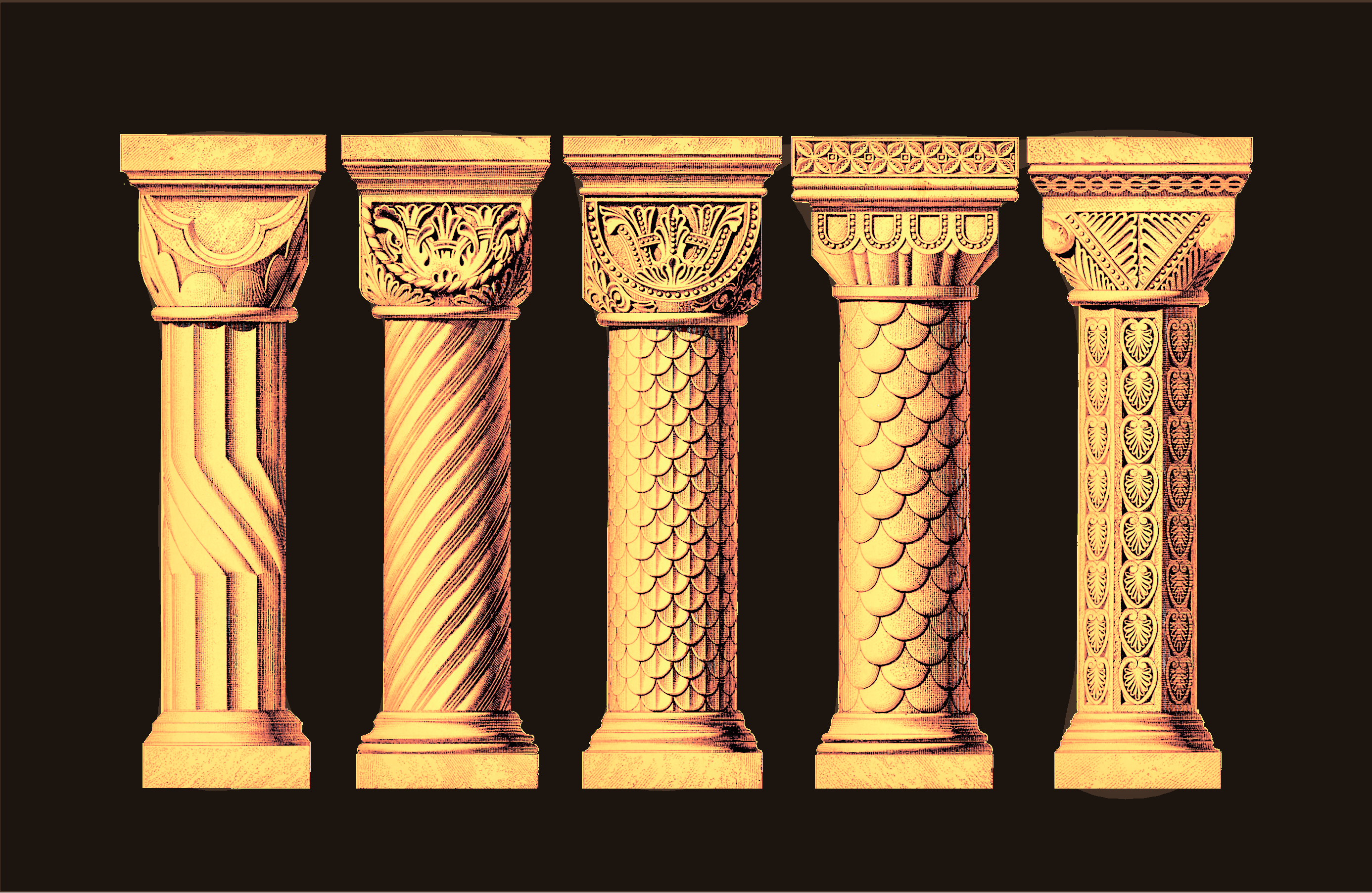
chapiteaux et colonnes normands de la crypte.
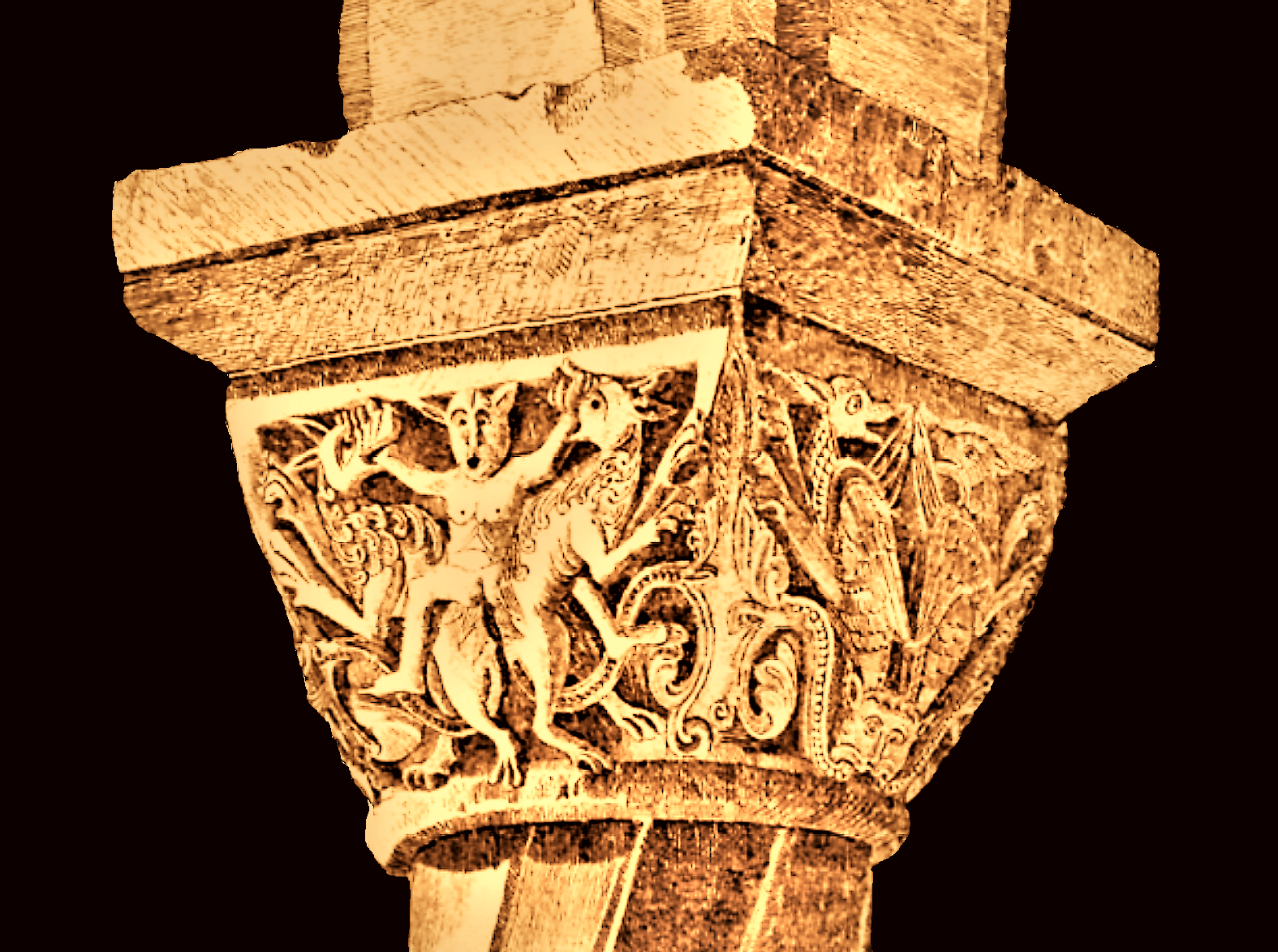
Chapiteau de la chapelle Saint-Gabriel.
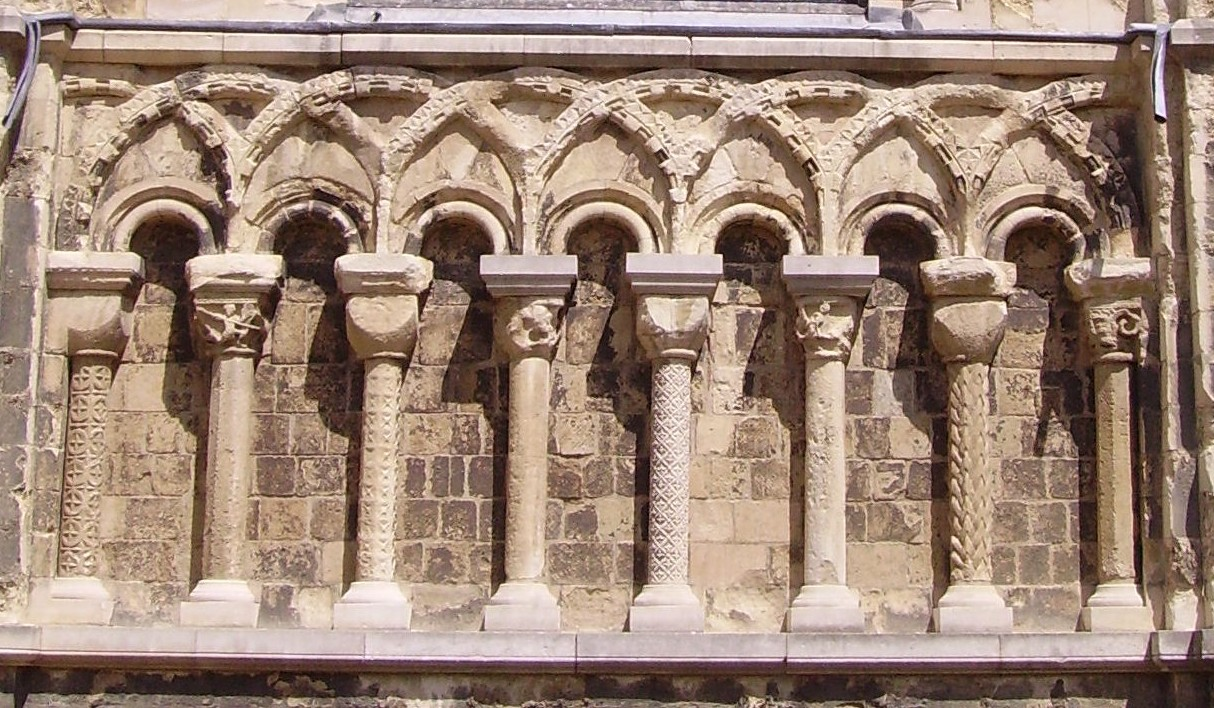
Éléments d'arcades normands.

L'art primitif anglo-saxon n'est pas un simple rameau de l'art ottonien, il est lié aux traditions locales comme aux arts de Scandinavie introduits par les Vikings. Il a été façonné par des influences diverses : celle des ivoires carolingiens, les enluminures des écoles de Winsminster, les tombes et les croix scandinaves. Dans tous les cas, les sculpteurs ont peu de soucis de l'accord à établir entre leurs productions et le cadre architectural. La sculpture anglaise ne peut s'empêcher, du fait de ces traditions de transformer en décor à fleur de pierre ce qui ailleurs est un élément monumental comme aux portails de la cathédrale d'Ely et de Water Straford.
Au moment de la conquête, la sculpture normande est en pleine vitalité et en contact avec les différents centres qui fleurissent alors. Un style purement normand, œuvre probable d'architectes venus de Normandie s'impose après la conquête dans la plupart des édifices britanniques. La structure des chapiteaux de la crypte de la cathédrale de Bayeux se retrouve à la cathédrale d'York construite par l'évêque Thomas de Bayeux. Des imitations de corbeilles très répandues en Normandie se retrouvent dans la chapelle du château de Durham, dans la crypte de la cathédrale de Gloucester et d'autres édifices. Des chapiteaux à cartouche vertical de la nef de l'abbaye de Jumièges annoncent ceux de la Tour de Londres, du dortoir de la cathédrale de Westminster et vers 1100, le chœur de la cathédrale de Canterbury. La forme de corbeille de l'abbaye de Bernay se retrouve dans le corridor de Canterbury construit par Lanfranc entre 1070 et 1089 et dans ceux de la cathédrale de Rochester.
Des motifs continentaux sont introduits comme ceux en faible relief qui dessinent des étoiles, des losanges et des formes anguleuses. Cet ornement est très populaire à la fin du XIe siècle et le début du XIIe siècle comme l'attestent de nombreux portails décorés de chevrons et autres motifs abstraits. L'introduction en Angleterre du tympan semble coïncider avec l'arrivée des normands: Chepton Castle avant 1071, St Mary de Sottesdon 1080-1090 avec une tête barbue au sommet qui surmonte un décor confus.
Les moulures et les dessins géométriques, les arcatures sont les formes géométriques majeures en particulier à l'extérieur. Il reste de petites sculptures autour des portes Ouest de la cathédrale de Lincoln, dans la crypte de la cathédrale de Canterbury et le tympan de la porte Ouest de la cathédrale de Rochester.
Les plus anciens chapiteaux cubiques sont ceux de la crypte de l'abbatiale St Augustin de Canterbury avec ceux de la cathédrale de Christ Church de Canterbury. Ils sont très répandus en Angleterre au milieu du XIe siècle et un désir de raffinement est probablement à l'origine vers 1100 du chapiteau à godrons avec des motifs décoratifs avant d'avoir du succès en Normandie.
Le motif du chevron comme à la cathédrale de Durham vers 1110-1120 a une diffusion extraordinaire et devient au XIIe siècle l'élément de décor roman le plus répandu. Deux chevrons inversés forment des losanges aussi très utilisés. Avant 1190, comme à l'abbaye de Reading, on trouve des têtes plates mordant un tore avec des têtes d'oiseaux, des monstres, quelquefois des masques humains grimaçants.
La cathédrale de Lanfranc
Dans la cathédrale de Lanfranc, on trouve des piles rondes à décor géométrique de chevrons et croisillons que l'on retrouvera plus tard dans la cathédrale de Durham et dont l'origine peut être recherchée dans les supports pré-romans de la crypte de l'abbaye de Repton. Les rares reliefs à décor animalier trouvés en 1985 rappellent les bordures de la Tapisserie de Bayeux.
La cathédrale d'Anselme
La structure de l'immense crypte avec ses files de colonnes à chapiteaux a participé au développement de la sculpture architecturale. Des corbeilles sont simplement épanelées et certaines ont un décor végétal ou animalier. La forme tronconique des chapiteaux et son épannelage cubique à surfaces planes favorise l'utilisation de ces décors.
Les motifs végétaux mettent en évidence la liaison entre les sculpteurs et les enlumineurs du scriptorium de Canterbury avec ces animaux musiciens, les griffons, les monstres à tête humaine ou les dragons ailés. Les motifs végétaux reprennent la tradition des bordures d'acanthes des manuscrits du scriptorium de la cathédrale de Winchester.
Avec le temps, le style évolue et les chapiteaux des arcatures extérieures du chœur, plus tardifs Eet que l'on peut dater des environs de 1120 reprennent le décor d'acanthes de Winchester. Après 1139, avec l'archevêque Théobald sont construits la tour des eaux, le vestiarium et le trésor qui, s'ils sont plus connus pour leur architecture et les tentatives de voûtes sur croisée d'ogives ont des chapiteaux à godrons intéressants avec des corbeilles très aplaties, des godrons drapés et des grosses têtes sommaires à la place des godrons. On retrouve sur les détails du vestarium, les entrelacs perlés et les arcatures des fonts baptismaux de l'église Saint Martin de Canterbury,.
Au Nord de l'enceinte de la cathédrale, l'escalier de la King' school est un des exemples les plus remarquables qui existent de cet art roman plein d'originalité. Il est précédé d'un porche carré et éclairé de chaque côté par une galerie de cinq arcatures posées sur le mur d'échiffre. Les profils des bases sont variés et d'une très grande finesse.

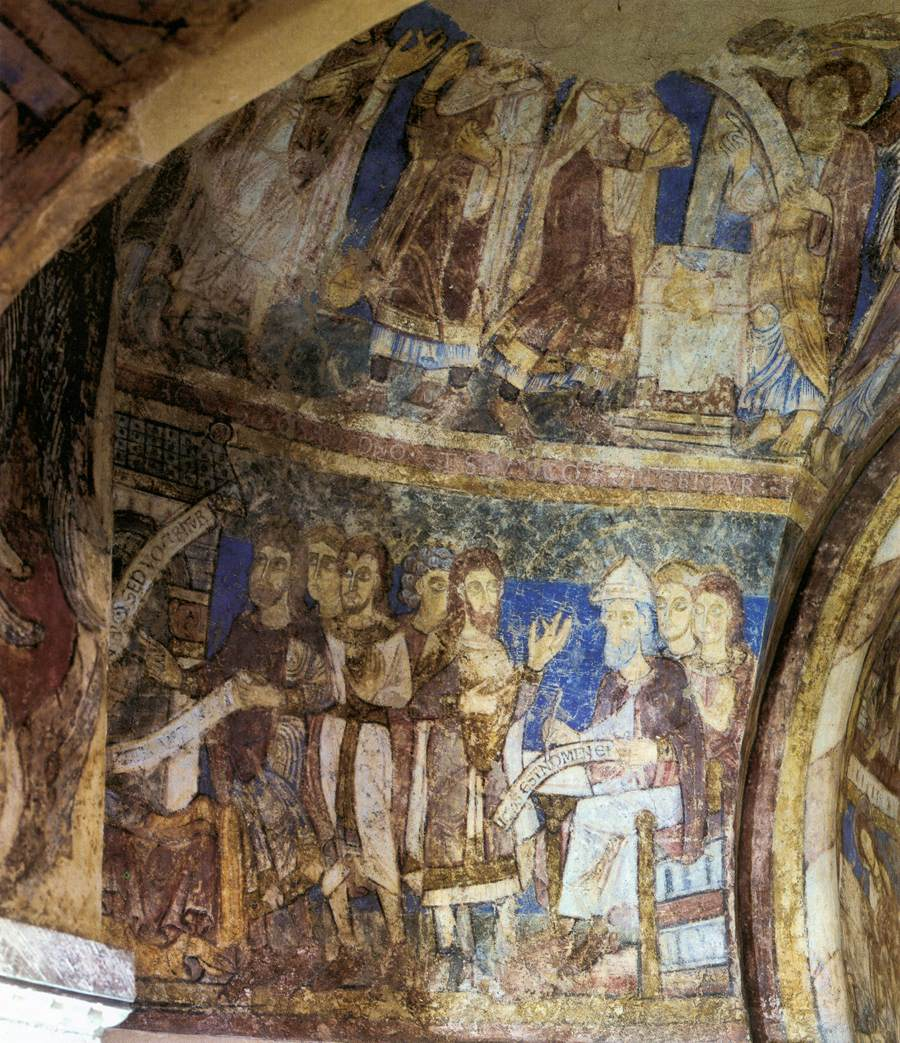
Fresques du XIIe siècle.

#### Les peintures murales
Les fresques découvertes en 1879 après l'ouverture dans la chapelle Saint-Gabriel d'une porte dans un mur probablement élevé pour fermer une abside pendant la période de trouble de 1170 à 1199 semblent être du XIIe siècle. Les techniques utilisées par le peintre, dans la construction du dessin en rouge comme les enlumineurs de manuscrits peuvent être rattachées à l'École française.
Cette fresque en l'honneur de l'archange Gabriel reprend les sujets issus du Nouveau Testament et montre la relation des anges et archanges avec le Christ. L'ensemble est organisé à partir d'un Christ en Majesté surmonté d'anges ou d'archanges flottants dans des nuages au centre de la composition qui est terminée à droite et à gauche par des séraphins à six ailes parsemées d'yeux et posés sur une roue. Le Christ est au-dessus d'une arcade en plein-cintre dont la sous-face est divisée en neuf compartiments peints.
Dans les quatre grands panneaux entre les séraphins et le Christ, Gabriel annonce à Marie la naissance de Jésus; à Zacharie que sa femme aura un fils qui s’appellera Jean; Zacharie apparaît au peuple à l'extérieur du temple; Zacharie dans un fauteuil écrivant; Élisabeth avec son enfant sur les genoux avec des amis en visite.

### XIVesiècleauXVIesiècle

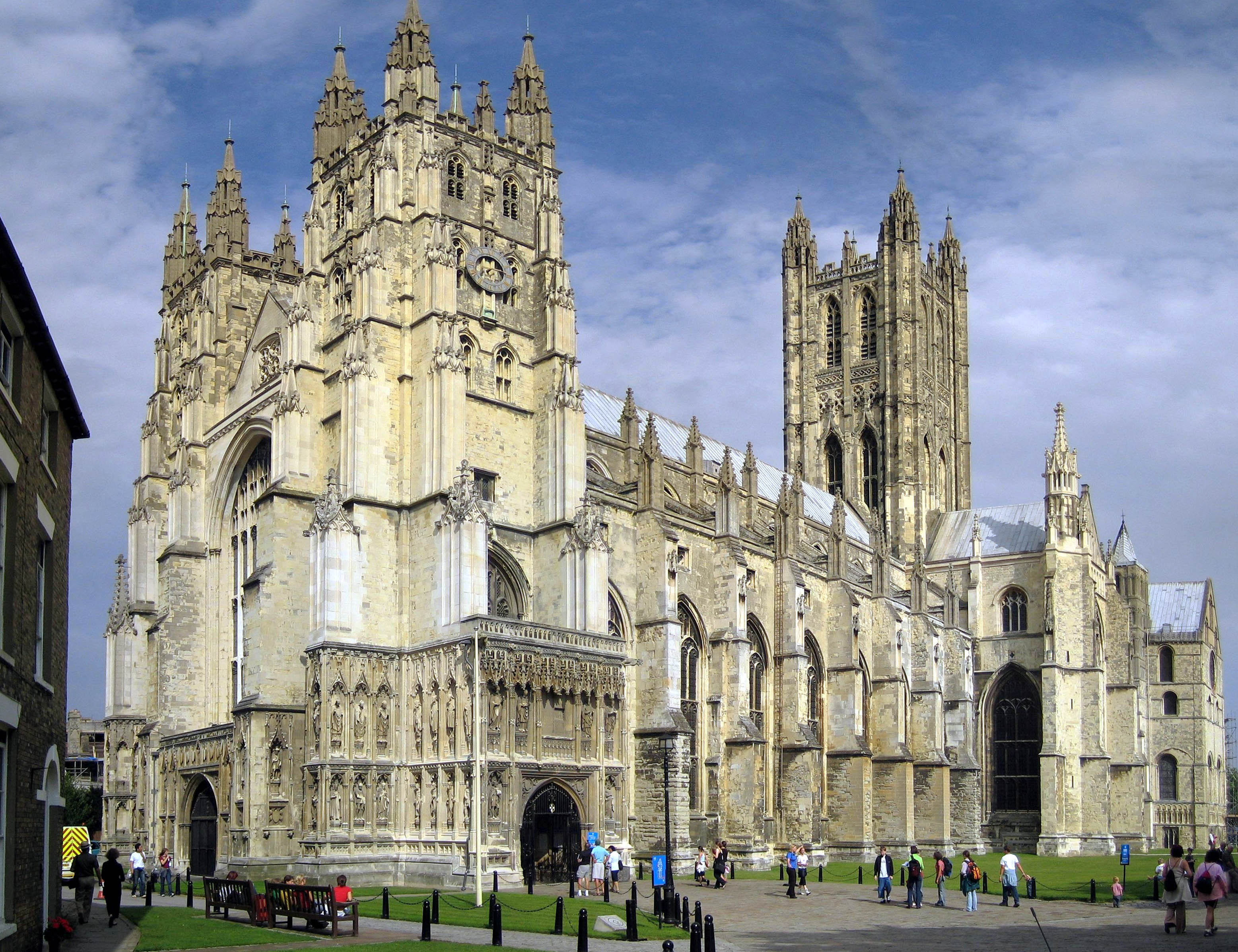
La cathédrale en gothique perpendiculaire.

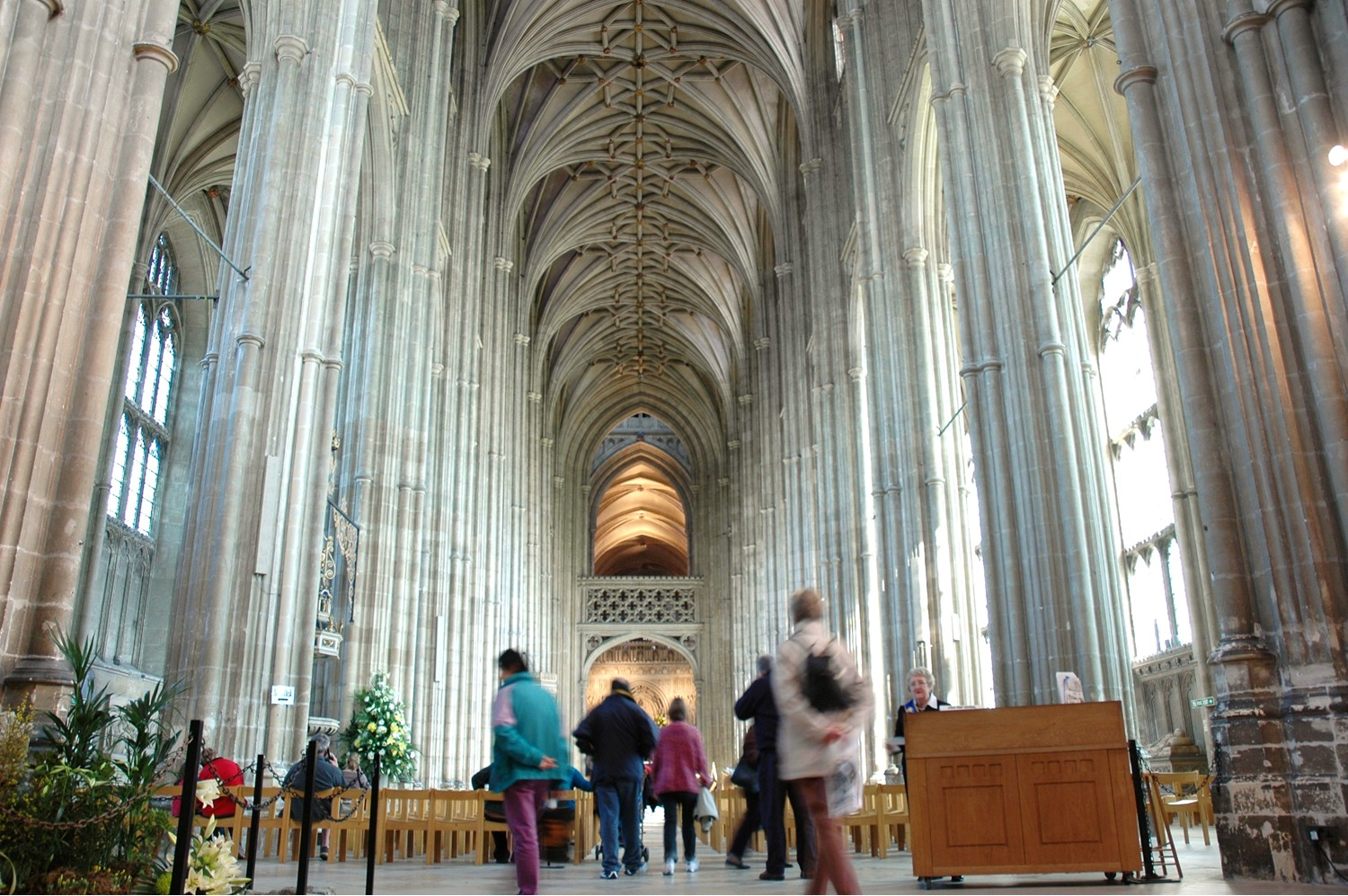
La nef de la cathédrale en gothique perpendiculaire.

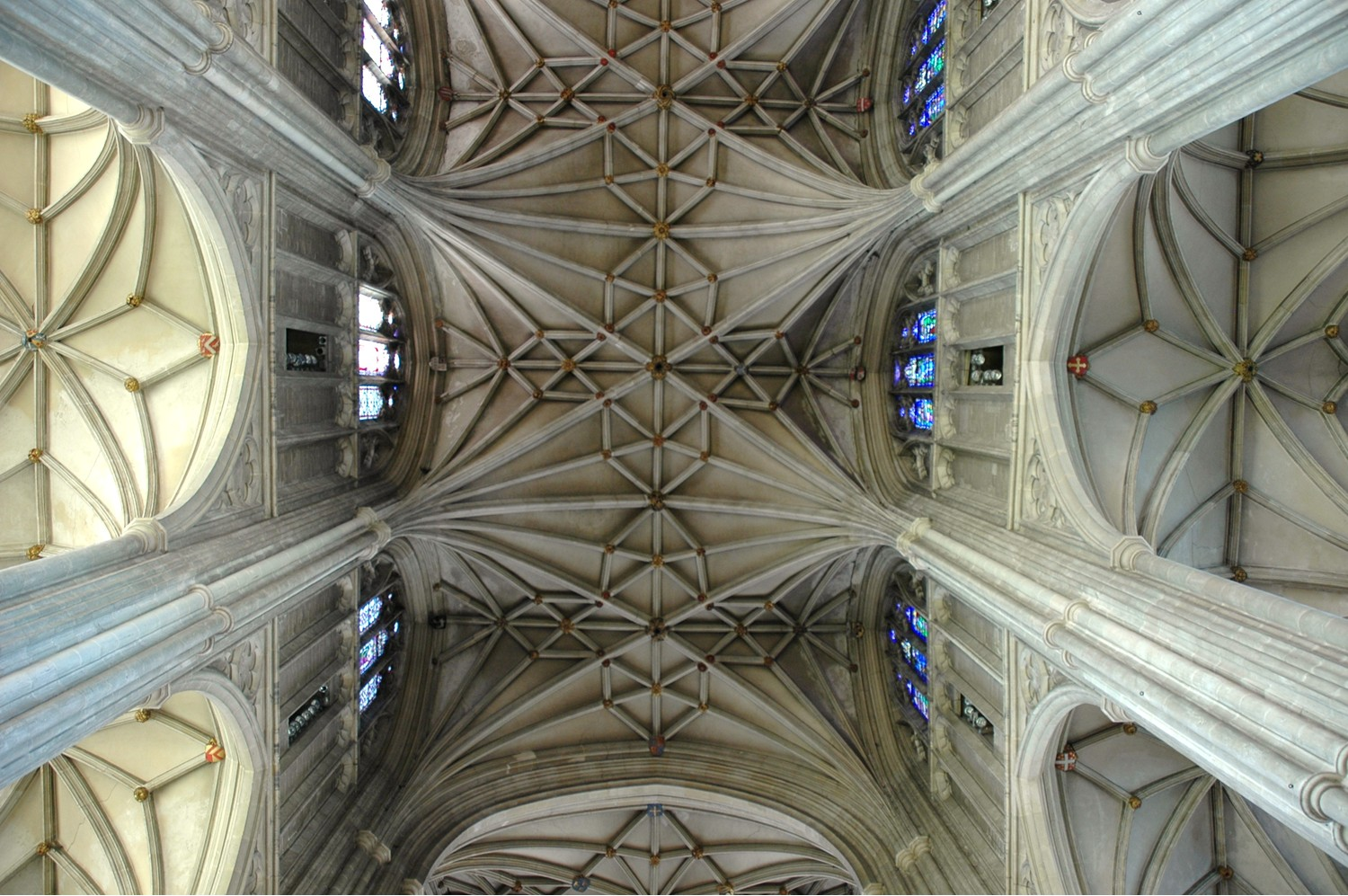
Détail des voûtes sur croisée d'ogives à liernes et tiercerons.

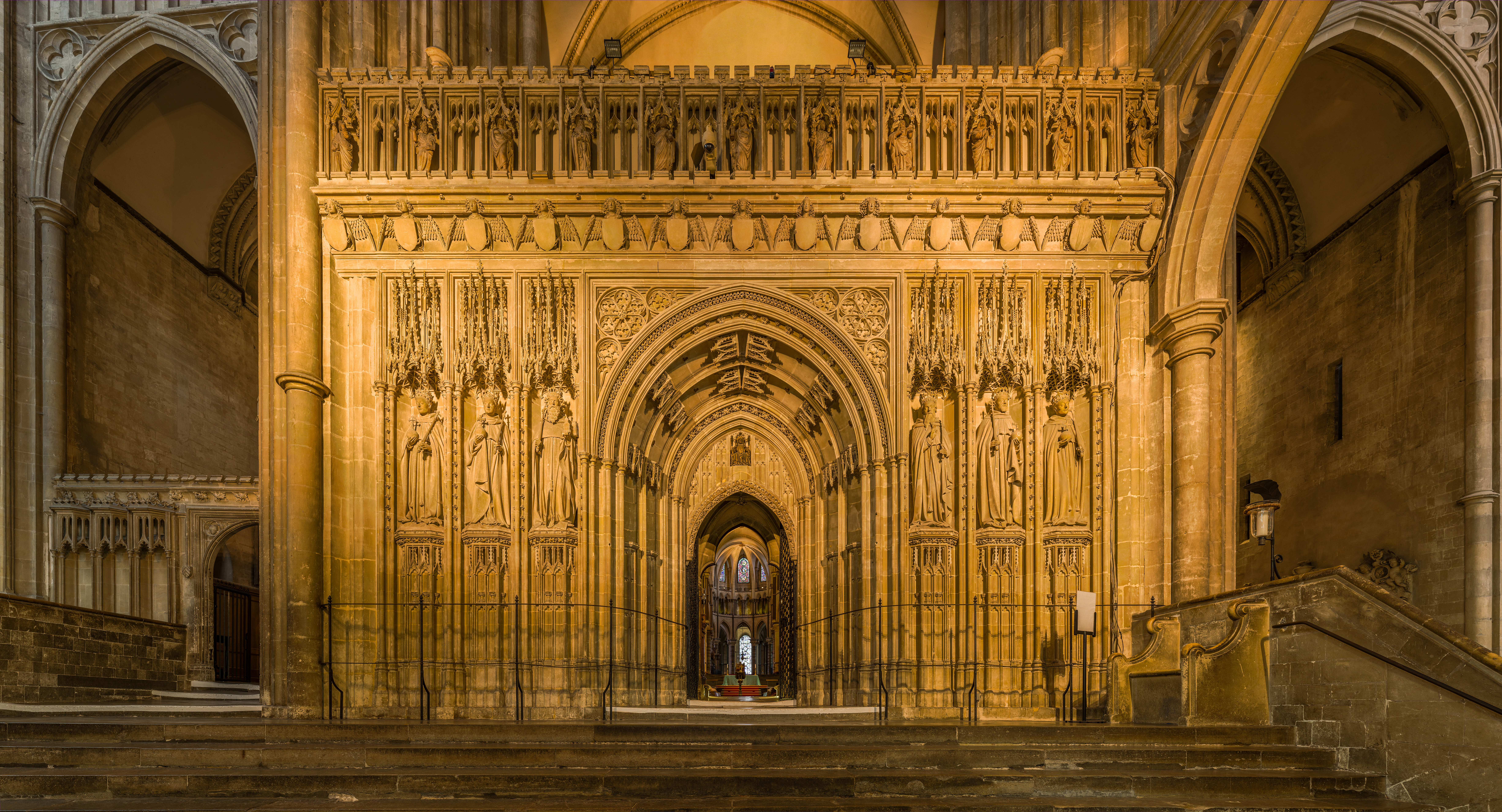
Le jubé de Chillendren.

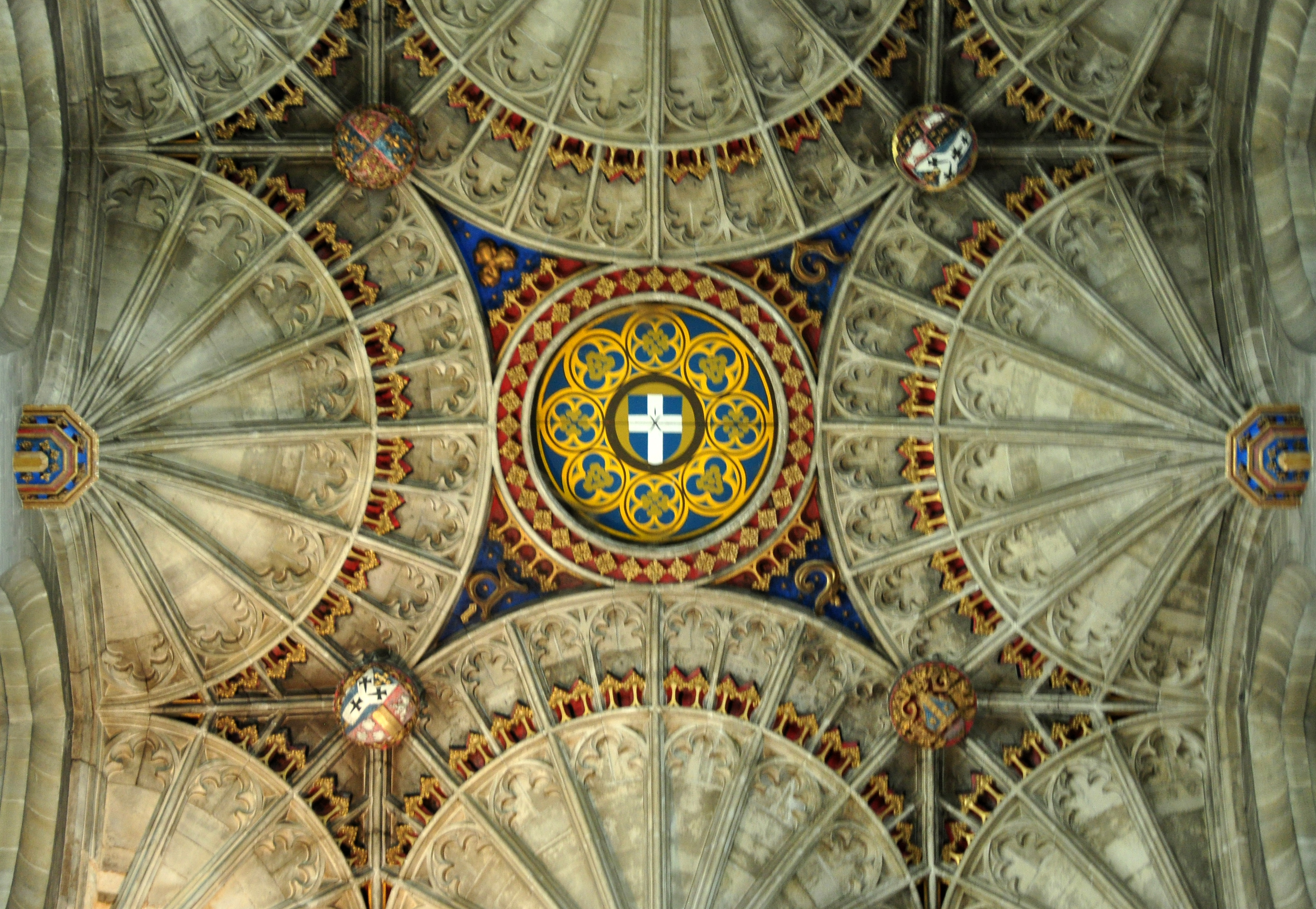
Voûtes en éventails de la tour.

Au début du XIVe, sous le prieurat d'Eastry est construit un jubé de pierre dans le chœur de la cathédrale et la salle capitulaire est reconstruite. Oxenden insère une grande verrière de cinq vitraux dans la chapelle Saint Anselme.
En 1390, un tremblement de terre endommage gravement la cathédrale qui perd ses cloches et son campanile.

#### La cathédrale en gothique perpendiculaire
Le style gothique perpendiculaire ou gothique tardif succède au gothique primitif et au gothique décoré ou curviligne qui a influencé le style gothique flamboyant français. Il s'est développé jusqu'au milieu du XVIe uniquement en Angleterre après la terrible peste noire de 1348-1349 qui a tué le tiers de la population anglaise, engendré une pénurie de main-d'œuvre et désolé la population. En réaction aux multiples courbes qui se sont développées dans un tracé flamboyant se développent des lignes verticales et des perpendiculaires . Le triforium d'une élévation à trois niveaux est abandonné au profit d'une plus grande attention portée aux fenêtres hautes.
L'évolution des techniques de construction des voûtes transforme profondément la structure de l'édifice. Elle permet un évidement de plus en plus large entre les piliers et la suppression des arcs-boutants à l'extérieur.
L'origine de cette école de construction des voûtes anglaises vient du transport en Angleterre par les Plantagenet de l'architecture angevine avec ses tendances à la ramification des nervures. Le réseau est constitué par la nervure diagonale, des liernes et des tiercerons qui soulagent les liernes. Puis, les tiercerons se multiplient et, en outre, des entretoises ou contre-liens relient entre eux les arcs principaux de la membrure. Les anglais imposent une idée pratiquement neuve: le tracé de toutes les nervures avec un gabarit unique.
L'évolution de la voûte sur nervures passe par la voûte en éventail ou en trompe d'appareil. À force d'additionner les nervures que l'on engage dans la masse, il n'en reste plus que l'apparence et elles deviennent un décor,.
La cathédrale de Chillendon
À la fin du XIVe siècle, sous le prieurat de Thomas Chillendon (1391-1411), la nef et le transept sont reconstruits par Henri Yevele dans le style gothique perpendiculaire sur les fondations normandes. La nef romane de Lanfranc est complètement démolie à l'exception d'une petite partie à gauche sur le côté Sud. Cette reconstruction est contemporaine de celle de la cathédrale de Winchester où la plus grande partie du bâtiment existant est conservé.
Les voûtes de cette nouvelle nef sont exceptionnellement élevées par rapport au triforium. La nef, les transepts et les collatéraux sont couverts de voûtes sur croisées d'ogives à liernes et tiercerons.
Le prieur Chillendren reconstruit également le jubé de l'extrémité Est de la nef en intégrant celui d'Eastry. Dans cette importante reconstruction, le sol normand de la cathédrale est conservé et remplacé seulement en 1786.
À partir de 1396, les cloîtres sont réparés et voûtés sur croisées d'ogives à liernes et tiercerons et, à la même époque est créée la voûte de la salle capitulaire.
En 1458, la tour Sud-Ouest est remplacée, la tour normande Nord-Ouest résiste jusqu'en 1834 où elle est remplacée par une tour identique à celle du Sud-Ouest. En 1430, une chapelle dédiée à Saint Michel est fondée par Lady Marguerit Hollande dans l'abside Sud du transept et dans le transept Nord, la chapelle de la Vierge est construite en 1448-1455.
En 1433 commence le remplacement de la tour normande centrale de Lanfranc, la Angel Steeple, par le renforcement des piles existantes, puis un autre renforcement est nécessaire dès le début du XVIe siècle avec l'adjonction d'arcs-boutants au Sud et à l'Ouest de la tour. La reconstruction a lieu cinquante ans plus tard, commençant en 1490 et finissant en 1510 avec une hauteur de 236 pieds soit environ 72 mètres. Cette nouvelle tour est connue sous le nom de 'Bell Harry Tower', d’après le prieur Henry of Eastry qui organisa cette reconstruction. La cloche sonne toujours cent coups vers 20 h 55 pour indiquer le couvre-feu de la ville.

#### Église wallonne et huguenote française

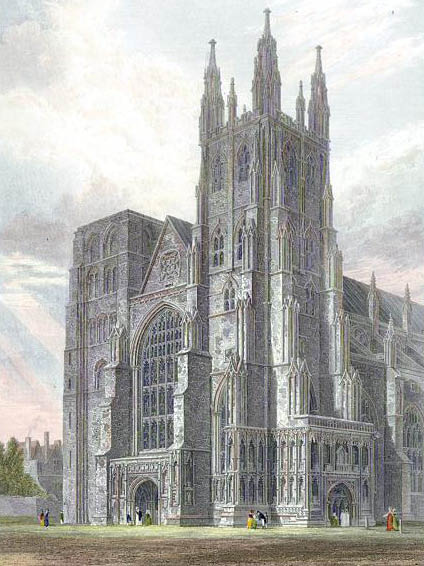
La façade occidentale avec la tour normande nord-ouest avant sa démolition en 1821.

La cathédrale de Canterbury contient un intéressant mémorial des huguenots wallons et le lieu de culte de l'Église protestante française située dans la crypte sous le chœur.
Dès les premières années de son règne, Élisabeth Ire (1558-1603) offre asile et protection à tous ceux qui fuient les persécutions comme celles du duc d'Albe dans les Pays-Bas espagnols, en particulier dans sa partie wallonne (de langue romane). Dix-huit familles wallonnes conduites par Hector Hamon, pasteur de 1564 à 1581, s'établissent dans le pays et sont libres d'adorer Dieu selon leur conscience. Ils sont disposés à l'entretien d'un maître pour instruire leurs enfants dans la langue française, vivent du tissage de certaines étoffes et peuvent exercer librement leurs métiers. L'archevêque de Canterbury Matthew Parker leur cède, avec l'accord de la reine, la crypte où plusieurs compartiments servent d'atelier, d'école et de temple.
Les émigrés prospèrent. En dix ans, ils sont plus de 1 500 persécutés dans les églises des Pays-Bas espagnols et viennent principalement de Lille, Tourcoing, Valenciennes, Tournai, Waterloo, Armentières... Plus tard, avec la révocation de l'édit de Nantes, les huguenots français rejoignent les descendants du premier refuge et sont plus de 2 500 communiants.
Les registres édités donnent les baptêmes, mariages, inhumations et testaments des familles depuis 1580. Elles sont originaires d'Anvers, d'Artois, du pays de Caux, de Calais, du Boulonnais, de Cambray, de Flandres, du Hainault, de Normandie, de Lille, de Leyde, de Saint-Amand-les-Eaux et ses environs, Tourcoing, Tournai, Valenciennes et Waterloo.
Une plaque dans la crypte de la cathédrale de Canterbury donne les noms des premiers conducteurs et la liste des pasteurs de cette église du refuge de Canterbury et rappelle la fondation après une pétition en 1561 du pasteur Michel Cousin et de 11 anciens et diacres au maire de Canterbury.

#### La dissolution des monastères
La cathédrale de Canterbury cesse d’être un monastère pendant la dissolution des monastères lorsque tous les établissements religieux sont supprimés. Canterbury est la dernière à se soumettre à cette décision en mars 1539 et retourne à son statut premier d 'université des canons séculiers.
La négligence, le vandalisme et les destructions des Réformateurs touchent particulièrement les autels, les tombes, les peintures et les vitraux.

### DuXVIIesiècleà aujourd’hui
La tour normande nord-ouest est démolie dans la fin des années 1700 à cause de soucis de structures. Elle est remplacée pendant les années 1830 dans le style gothique perpendiculaire, le même que la tour sud-ouest appelée Arundel Tower. C'est là le dernier changement majeur dans la structure de la cathédrale.
Les ruines du dortoir du monastère de style roman sont remplacées par une bibliothèque et des archives de style néo-gothique construites au XIXe siècle. Ce bâtiment est ensuite détruit par une bombe explosive qui vise la cathédrale elle-même lors de la Seconde Guerre mondiale. Elle est reconstruite à l’identique plusieurs années plus tard.

## Plans avec les phases de construction, dimensions, tombes et inscriptions
Dimensions

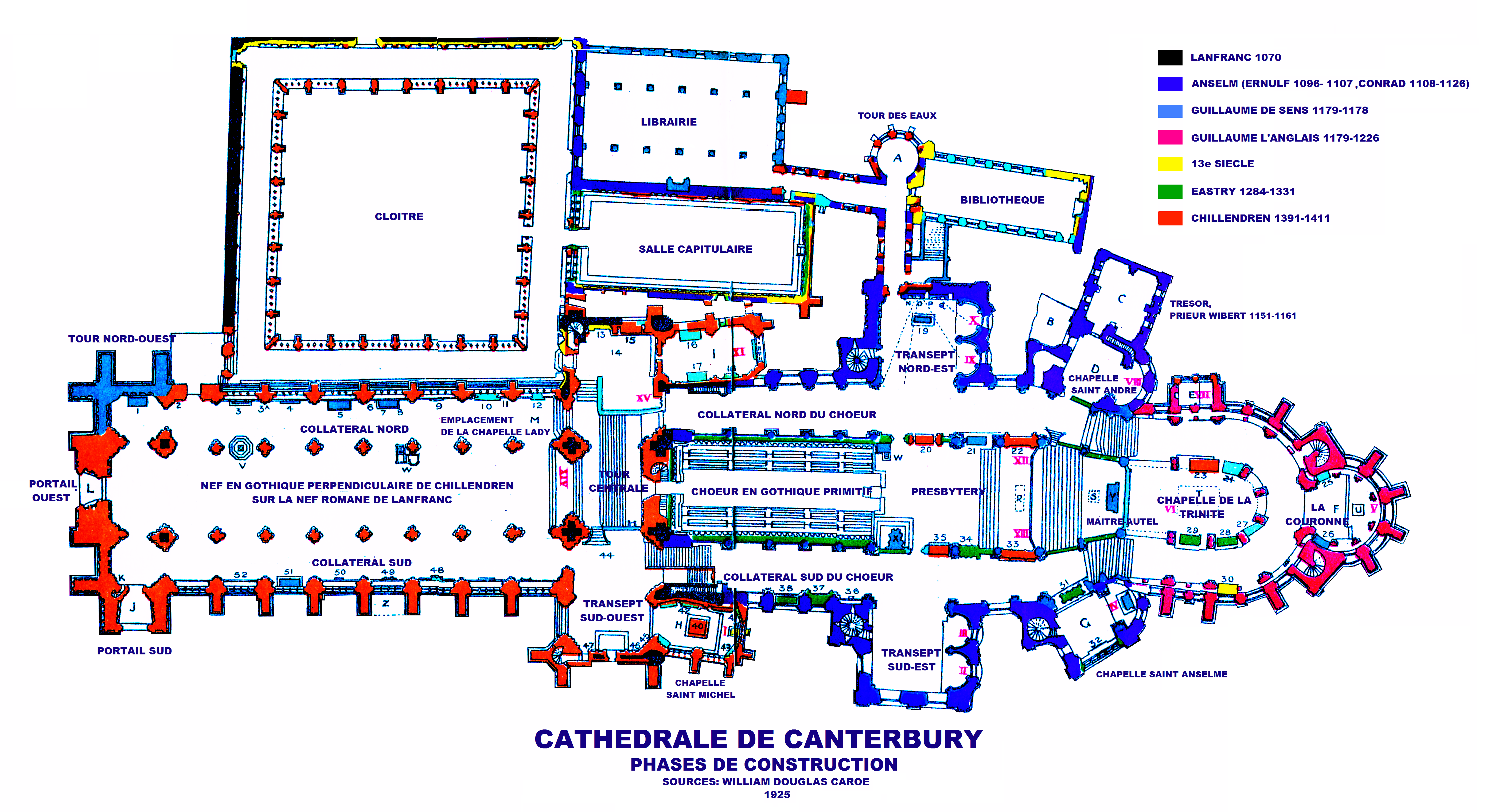

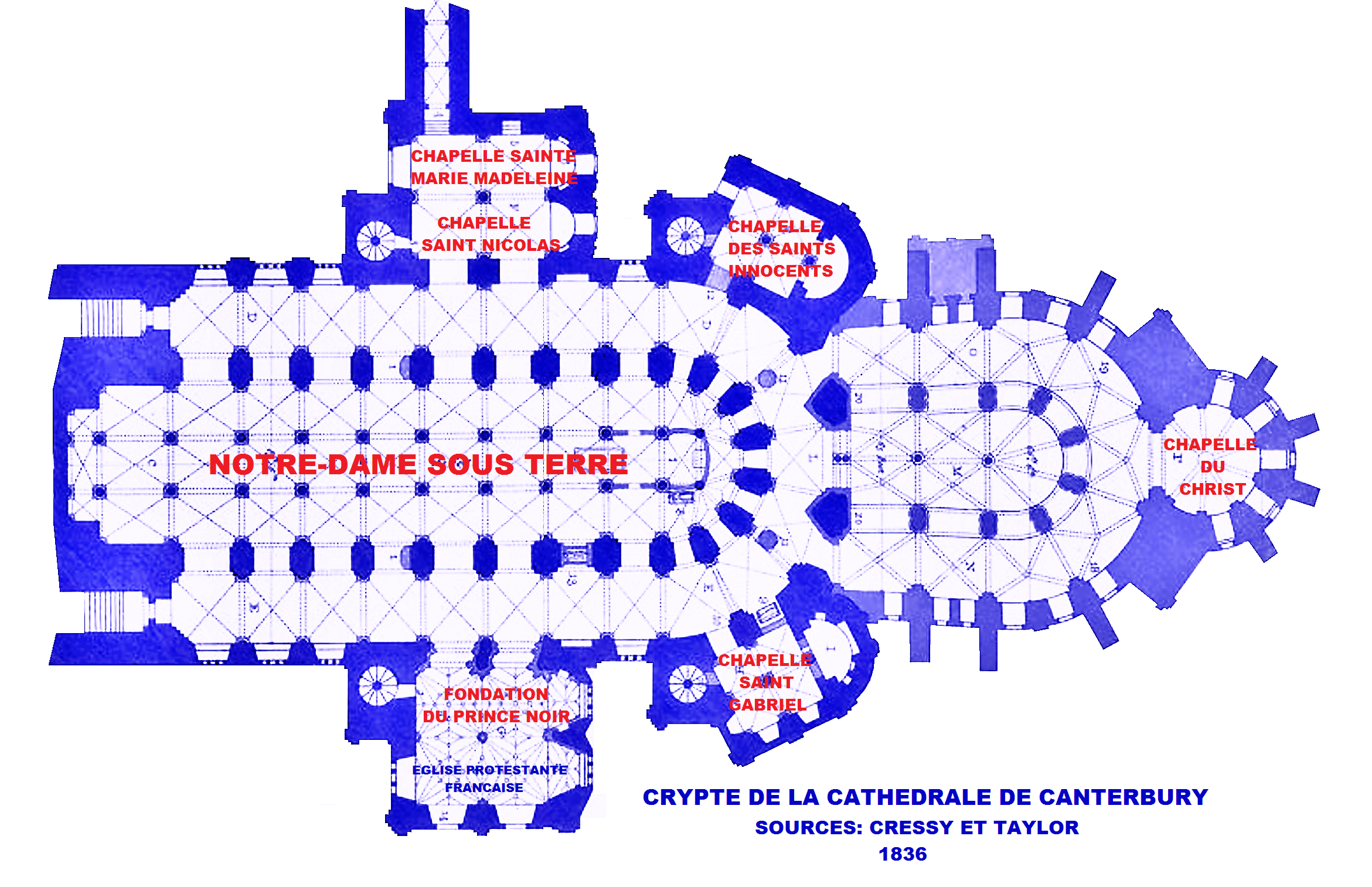
Plan de la crypte.

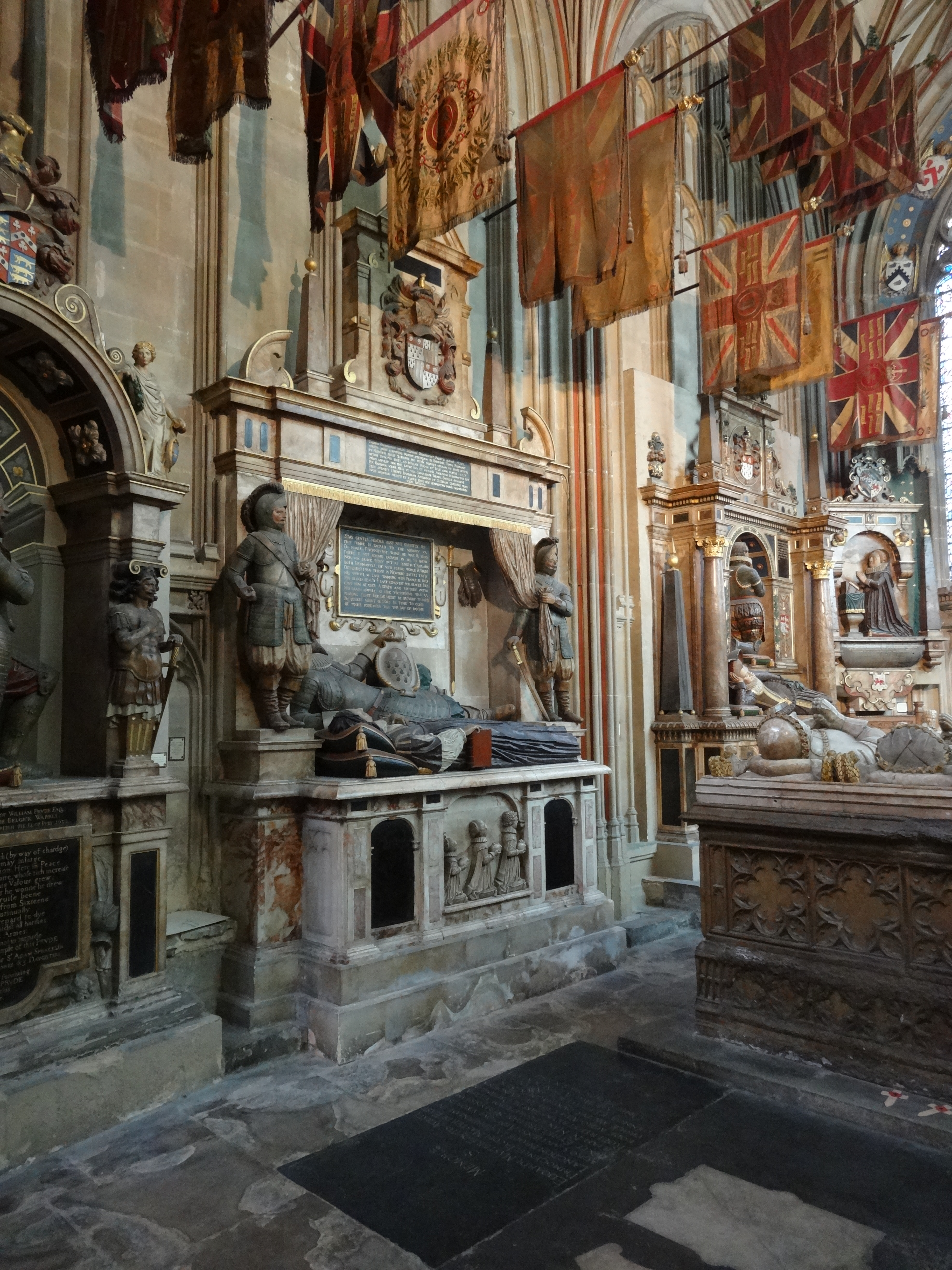
Mémorial des guerres.

Longueur totale : 590 pieds (179,83 m) • Longueur de la nef : 185 pieds (56,39 m) • Hauteur de la nef : 80 pieds (24,38 m) • Largeur de la nef : 71 pieds (21,64 m) • Longueur du chevet et de l'abside : 265 pieds (80,77 m) • Hauteur de la tour centrale : 235 pieds (71,63 m) • Hauteur des tours Ouest : 130 pieds (39,62 m)
Principales tombes et inscriptions
- Martyre de Thomas Becket : dans la chapelle de la Trinité, bougie symbolisant le sanctuaire de Becket ; dans le transept Nord-Ouest : lieu de la mort de Thomas Becket le 29 décembre 1170 marqué par une pierre et une sculpture
- Couronne : cardinal Pole, archevêque Temple
- Chapelle de la Trinité : Henry IV et Jeanne de Navarre, doyen Wotton, archevêque Courteny, Prince Noir
- Collatéral Sud de la chapelle de la Trinité : archevêque Walter
- Chœur – Presbytery : archevêque Chichele, Bourchier, Subdury, Straford, Kemp
- Collatéral Sud du chœur : doyen Neuil, prieur Eastry, archevêque Reynolds
- Chapelle Saint Anselm : doyen Farrar
- Chapelle Saint Michel : mémorial des guerres, Lady Marguaret Hollande et ses deux époux : Earl of Somerset et le duc de Clarence, Sir Thos Thornhurst, Sir George Rooke
- Transept Nord-Est : archevêque Tait
- Transept et chapelle Nord-Ouest : archevêque Peckam, doyens Rogers, Fotherby et Boys
- Collatéral Nord de la Nef : Sir George Gipps, évêque Broughton
- Collatéral Sud de la Nef : archevêque Benson, H. de Saravia, Sir A. Lyall, doyen Lyall, évêque Parry, Orlando Oissons, archevêque Summer, Sir John Boys, Sir Jame Hales
- Crypte : Lady Elisabeth Trivet, statue du prieur Ernulf

## Les bâtiments monastiques

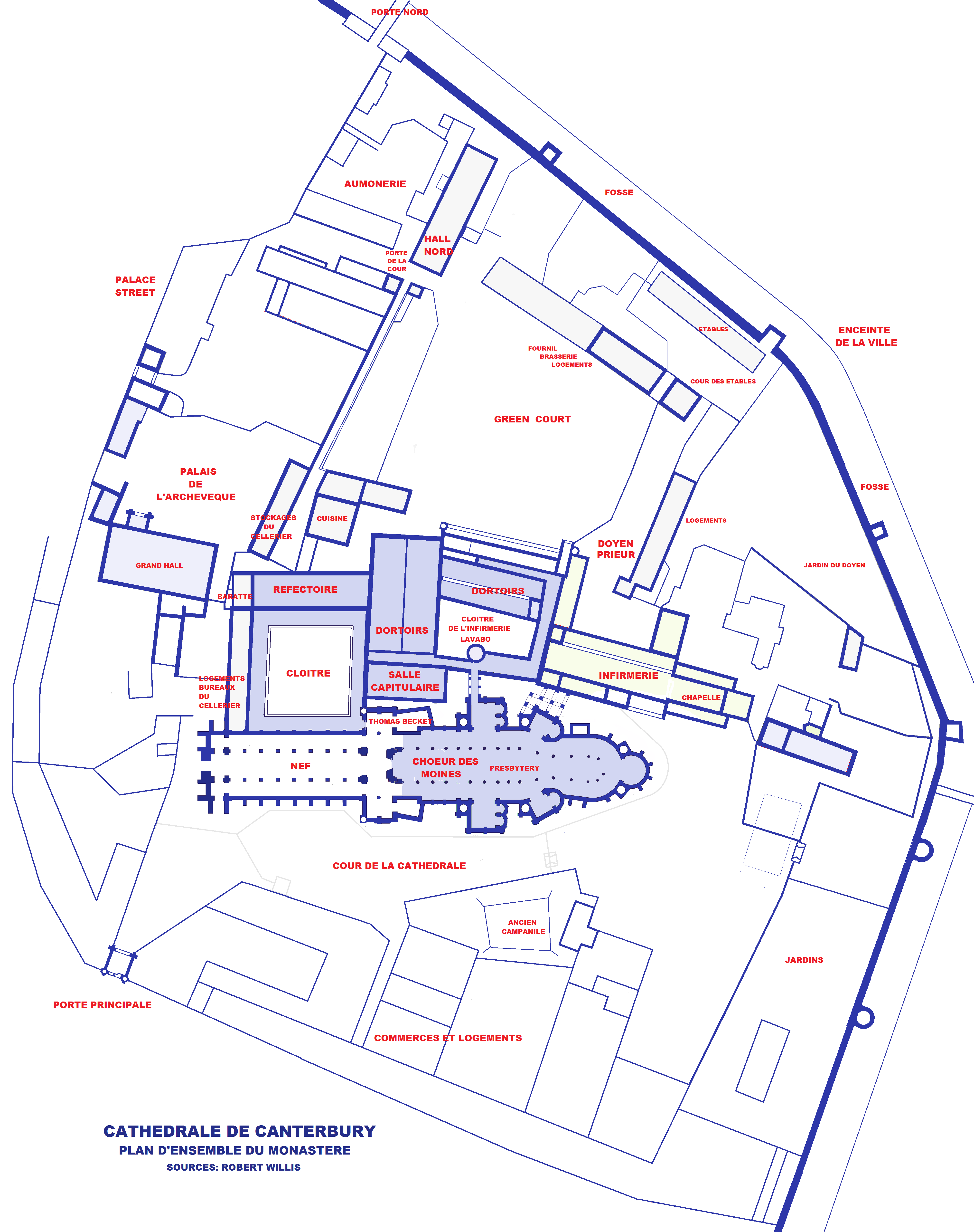
Plan du monastère.

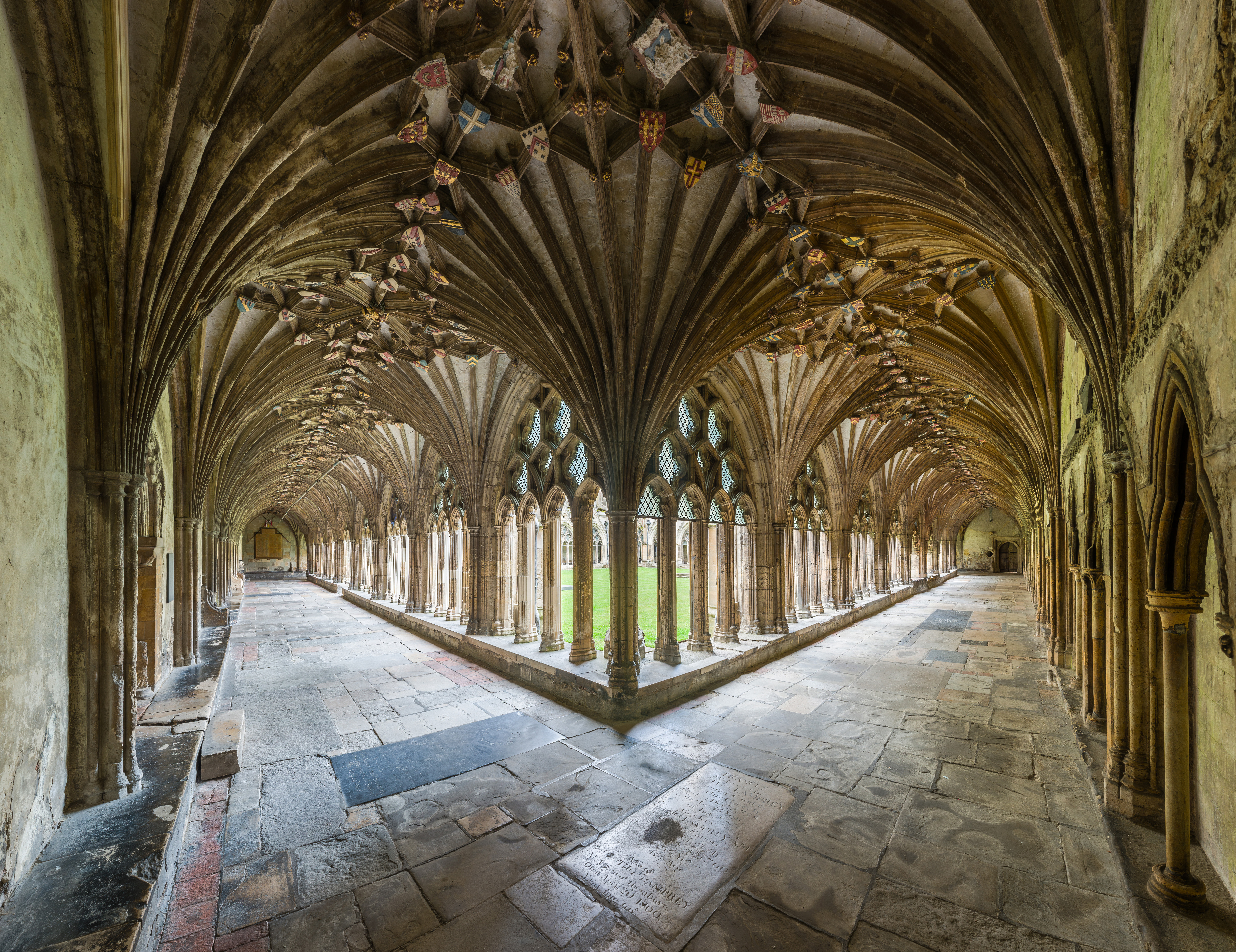
Les voûtes du cloître.

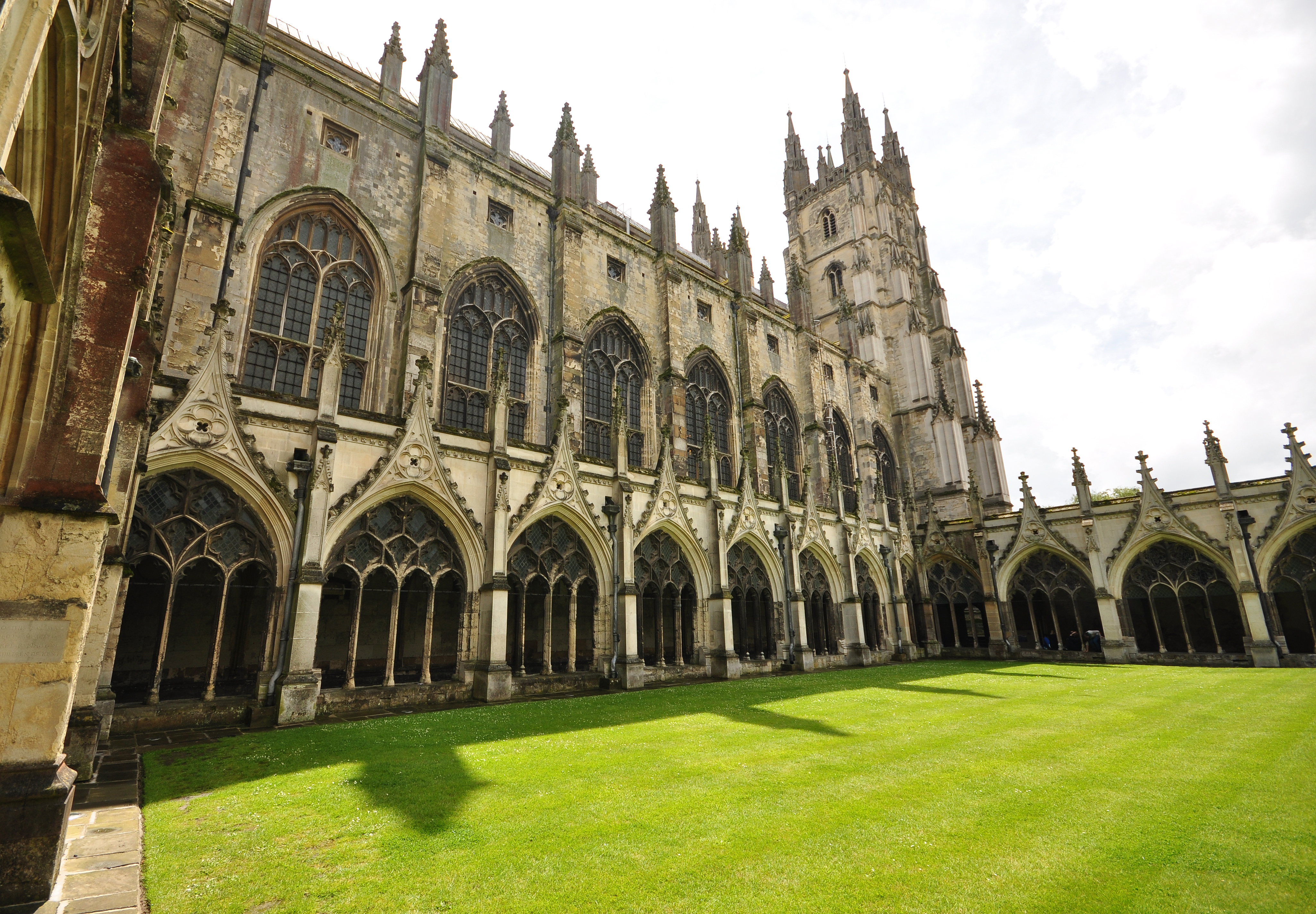
Façade nord de la cathédrale vue du cloître.

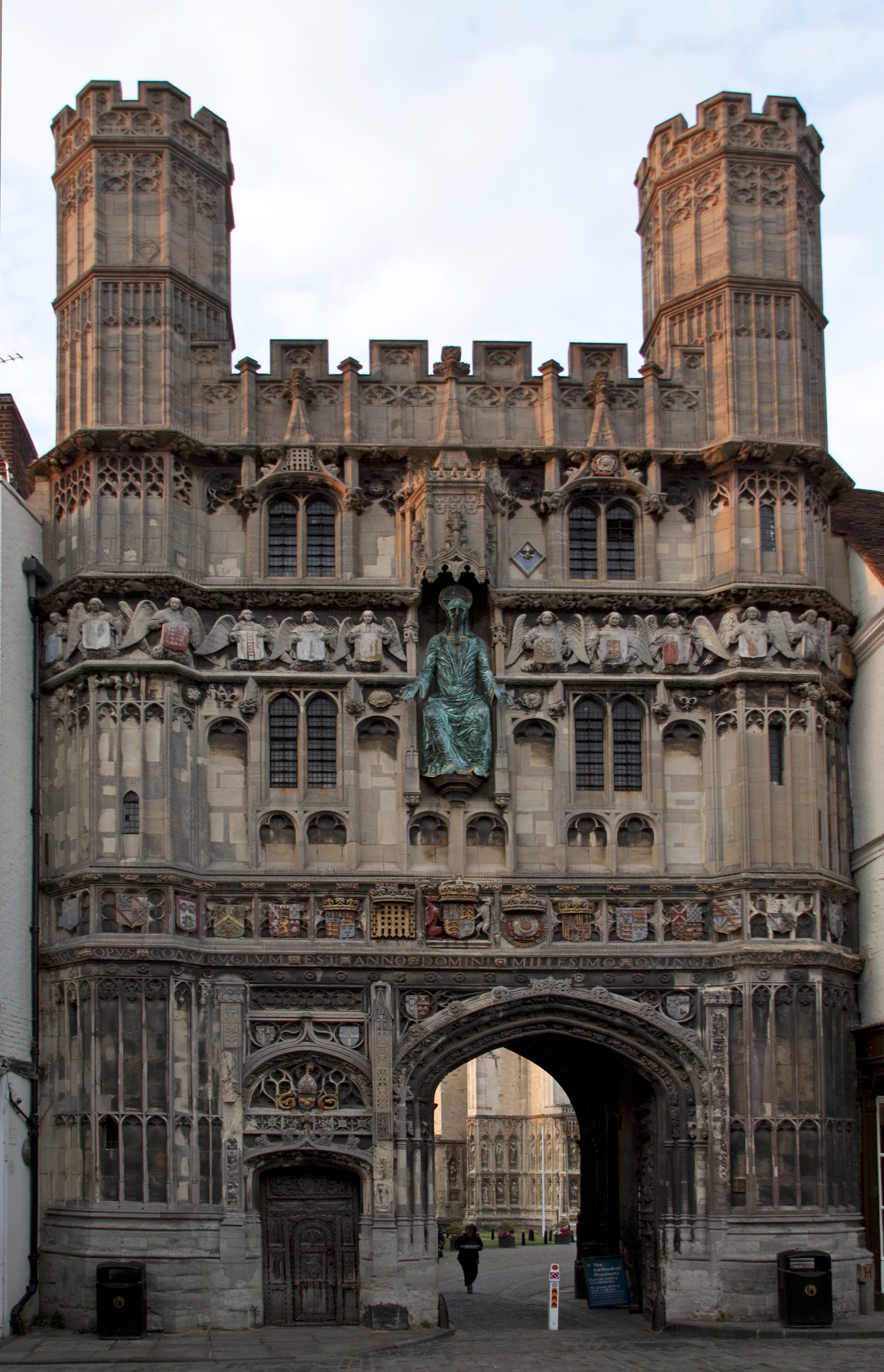
La porte principale du monastère.

Une curieuse vue d’ensemble de la cathédrale de Canterbury et de ses bâtiments annexes, faite vers 1165, est préservée dans le Grand Livre des Psaumes à la bibliothèque du Trinity College (Cambridge). Comme le montra le professeur Willis, ce plan montre le monastère bénédictin au XIIe siècle et nous permet de le comparer avec le plan de Saint-Gall datant du IXe siècle. On remarque dans les deux les mêmes principes généraux d’arrangement (qu’on retrouve dans toutes les abbayes bénédictines) et qui nous permettent de déterminer avec précision la disposition des différents bâtiments, alors même que peu de restes des murs nous est parvenu. Cependant pour des raisons locales, le cloître et les bâtiments monastiques sont placés au nord de l’église plutôt qu’au sud comme c’était généralement le cas. Il y a aussi une salle capitulaire séparée, qui avait été prévue à Saint Gall.
Les bâtiments à Canterbury comme à Saint Gall forment des groupes séparés. L’église en est le noyau. À son contact, on trouve au nord le cloître et un groupe de bâtiments destinés à la vie monacale. À l’extérieur de cela, à l’ouest et à l’est se trouvent les pièces et les chambres destinées à l’hospitalité que chaque monastère offrait pour recevoir les visiteurs, qu’ils soient prêtres, laïcs, pèlerins, voyageurs ou pauvres.
Au nord, une large cour ouverte sépare la partie non sacrée habitée par des serviteurs laïcs (les étables, les greniers, la grange, la brasserie, la blanchisserie…) placée volontairement aussi loin que possible des bâtiments religieux. Au-delà de l’enceinte du couvent, aussi loin que possible de l’église se trouvait la partie destinée à la charité. L’aumônerie pour soulager les pauvres avec à côté un grand hall formait l’hospice des pauvres.
Les bâtiments les plus importants étaient naturellement ceux dévoués à la vie monacale, incluant deux cloîtres dont le plus grand entourait les bâtiments dont se servaient quotidiennement les moines. L’église se trouvait au sud, le réfectoire à l’opposé de l’église (comme partout ailleurs), le plus loin possible de l’église pour que les odeurs et les sons du repas ne pénètrent pas son enceinte sacrée. À l’est, le dortoir, avec sa grande voûte, et la salle capitulaire. À l’ouest, les logements du cellérier. Il incombait à ce dernier de gérer l’approvisionnement quotidien de nourriture pour les moines ainsi que celle des invités. C’est pourquoi il était logé à proximité immédiate du réfectoire et de la cuisine ainsi que près du hall des invités. Un passage sous le dortoir menait vers l’est à un plus petit cloître de l’infirmerie qui servait aux moines malades ou infirmes.
À l'est du cloître s’étendent le hall et la chapelle de l’infirmerie qui ressemblent dans leurs formes et leurs arrangements à une nef et un chœur d’une autre église. Sous le dortoir, avec vue sur la cour verte ou herbarium, se trouve le pisalis ou calefactory, la salle commune des moines. À l’angle nord-est, on construisit un accès du dortoir au necessarium, un édifice prodigieux en forme de hall normand avec 45 mètres de long sur 8 mètres de large contenant cinquante-cinq places. Cela a été construit (comme partout ailleurs) avec le respect le plus poussé des règles d’hygiène et de santé avec un courant d’eau passant dessous de part en part.
Un deuxième dortoir plus petit courait sur un axe est-ouest pour les dignitaires du couvent qui devaient dormir dans un dortoir. Près du réfectoire, mais n’attenant pas aux cloîtres, on trouve les salles domestiques qui ont un lien avec lui : au nord, la cuisine de 5 mètres carrés surmontée d’un toit pyramidal élevé et la cour de la cuisine ; à l’ouest, l’office et la pièce où l’on battait le beurre… L’infirmerie avait sa propre petite cuisine. À l’opposé de la porte du réfectoire dans le cloître se trouvent deux ‘toilettes’ toujours ajoutées à côté de la salle à manger des moines où ils se lavent avant et après manger.
Les bâtiments dévoués à l’hospitalité étaient divisés en trois groupes. Celui du prieur commençait à l’angle sud-est de la cour verte, et était donc placé le plus près de la partie la plus sacrée de la cathédrale car elle accueillait les membres éminents du clergé et de la noblesse. Celui du cellérier se trouvait à l’extrémité occidentale de la nef. Les visiteurs ordinaires de la classe moyenne y étaient logés. Les pèlerins et les pauvres étaient relégués dans le hall nord, l’aumônerie dans la porte, aussi loin que possible des deux autres bâtiments,.

## Chronologie, listes des organistes

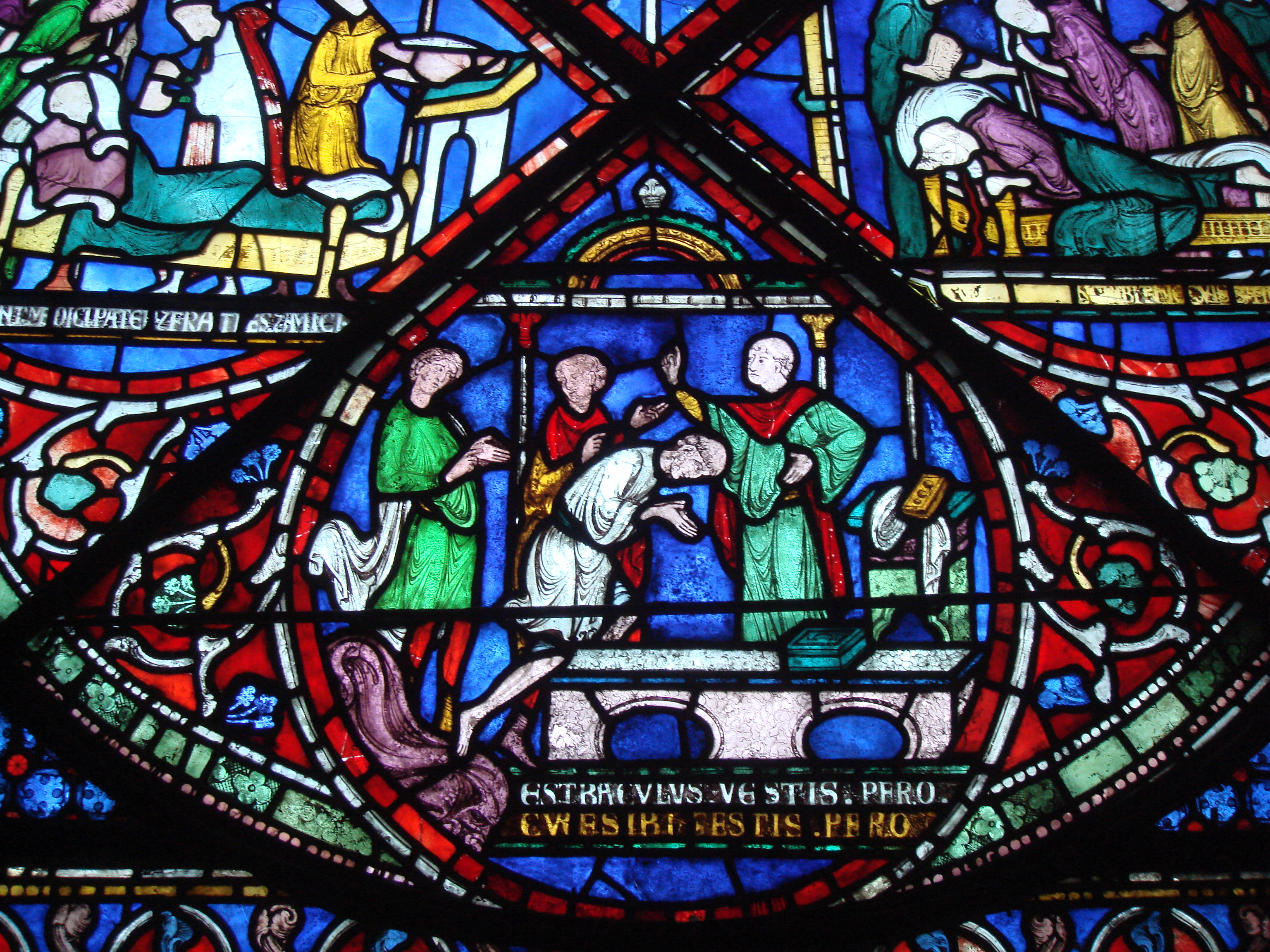
Détails des vitraux.
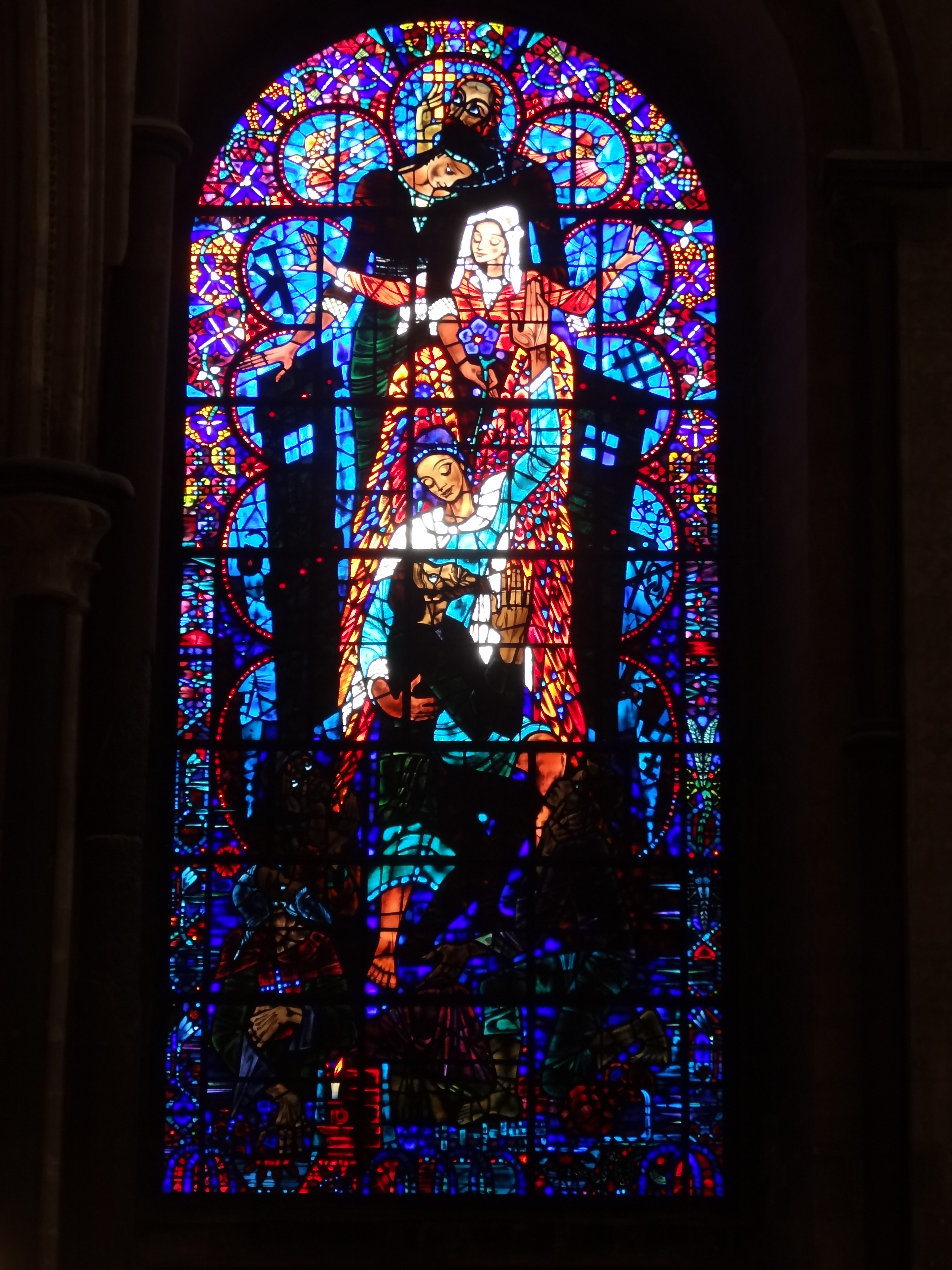
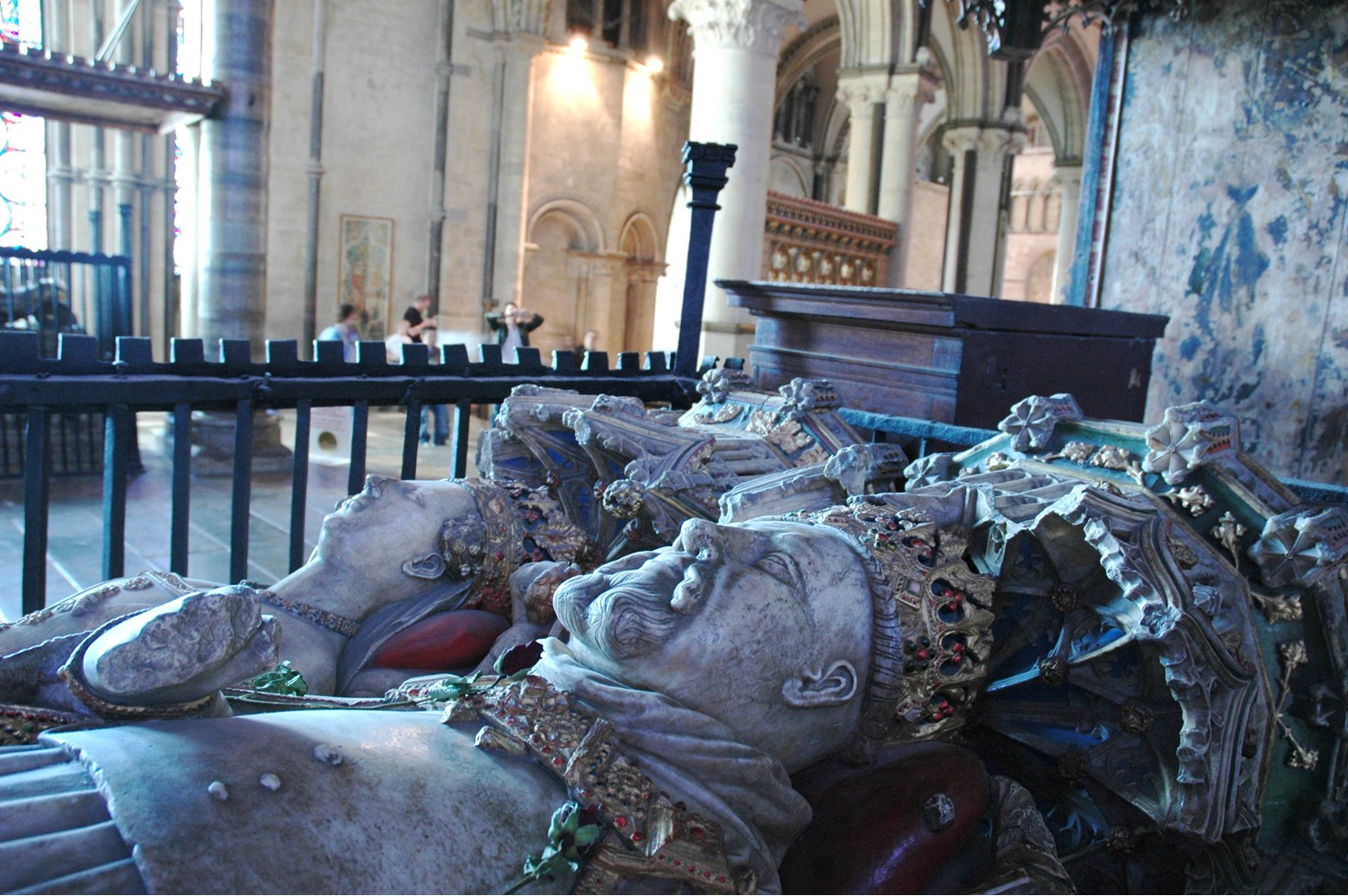
Henri IV et Jeanne de Navarre.
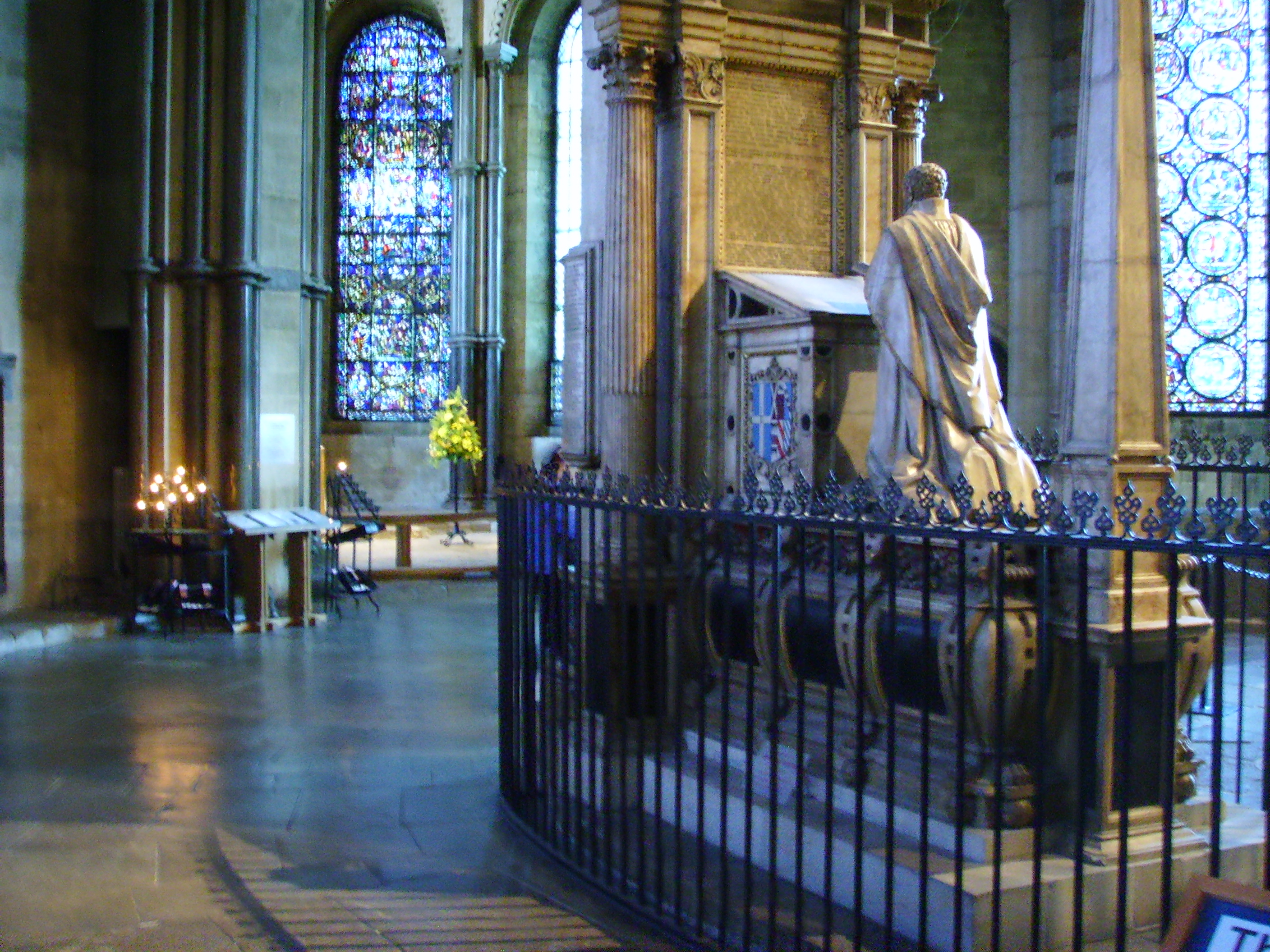
Déambulatoire de la chapelle de la trinité, doyen Wotton.
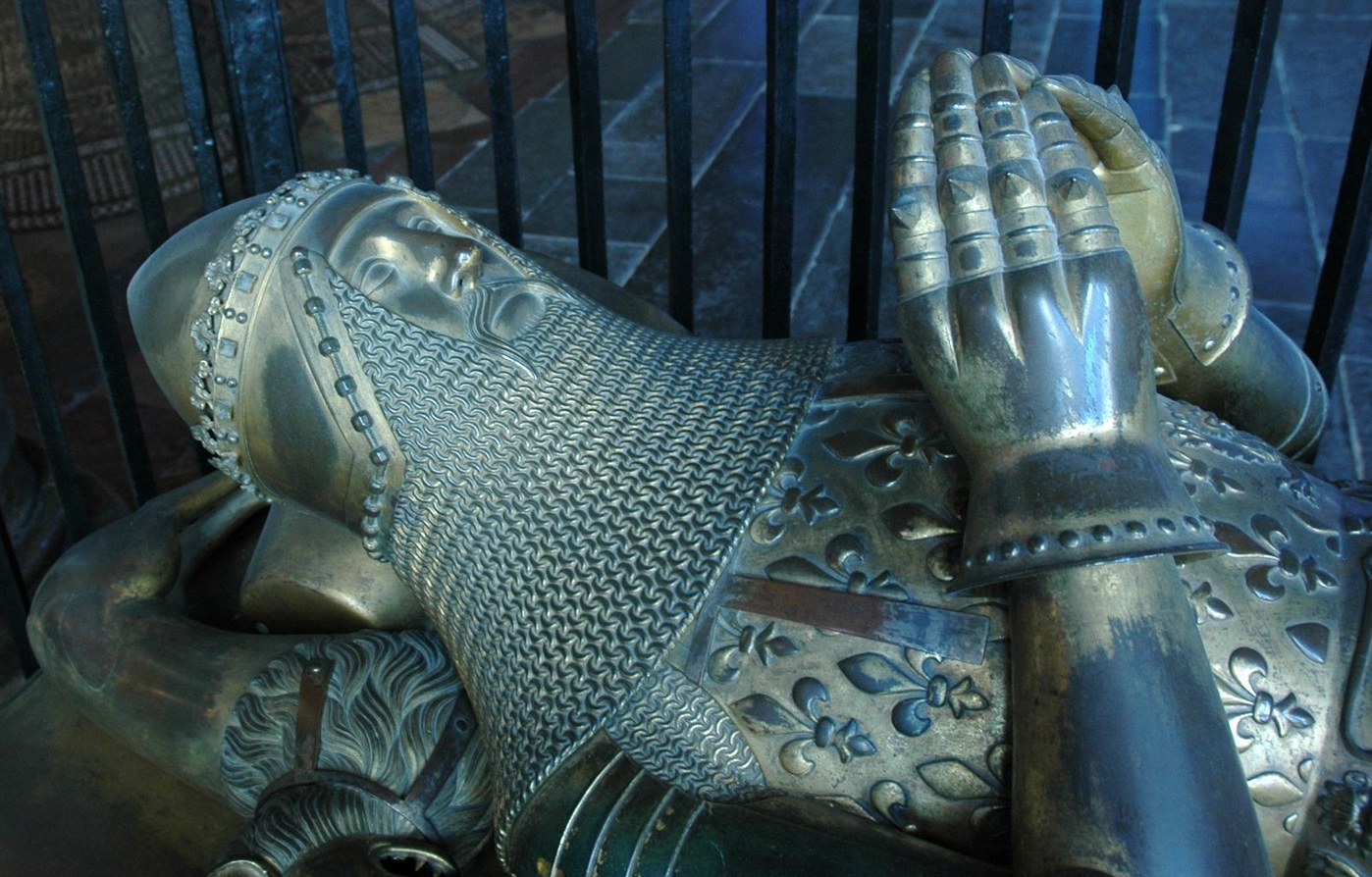
Tombe du Prince Noir.
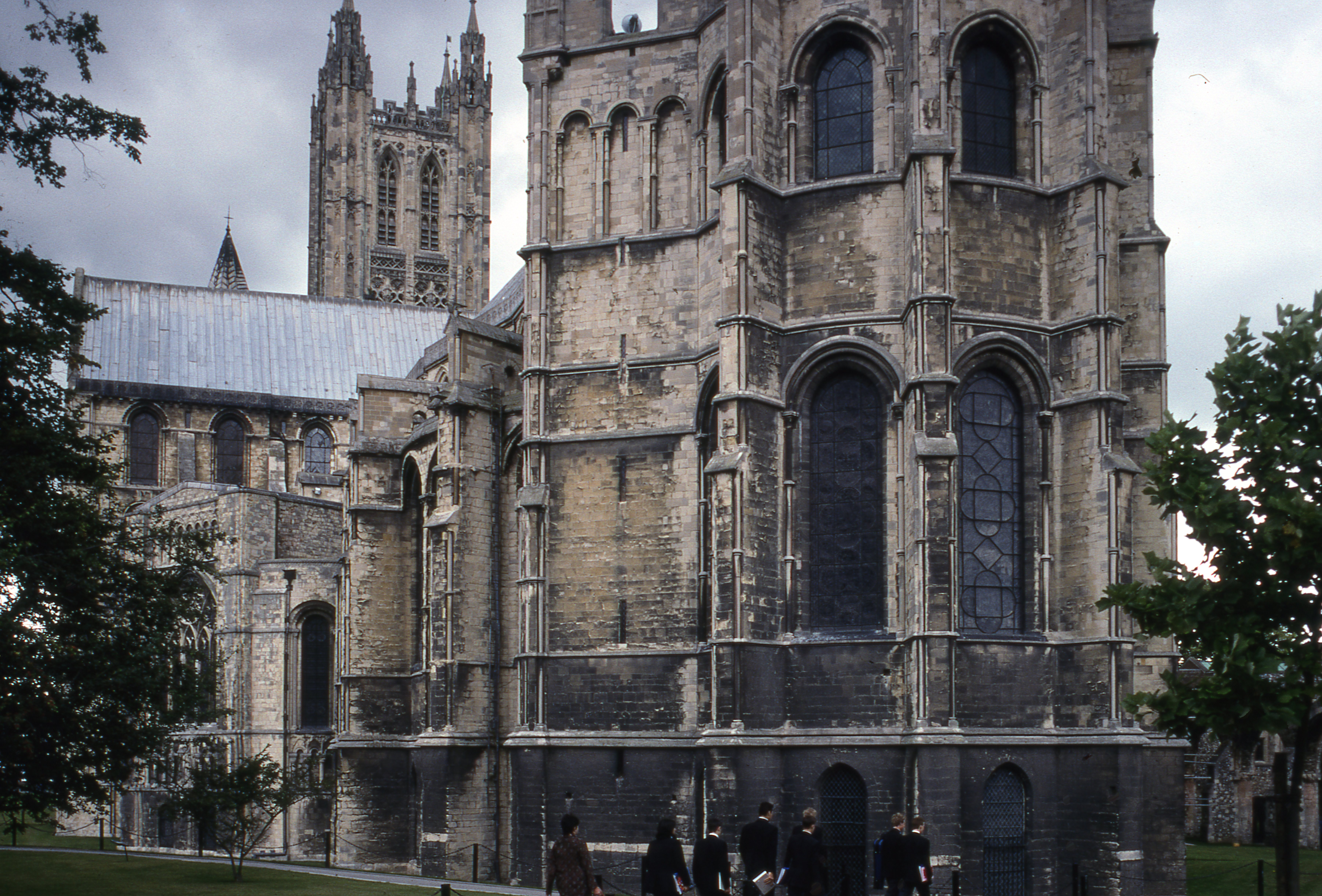
Le chevet Est.
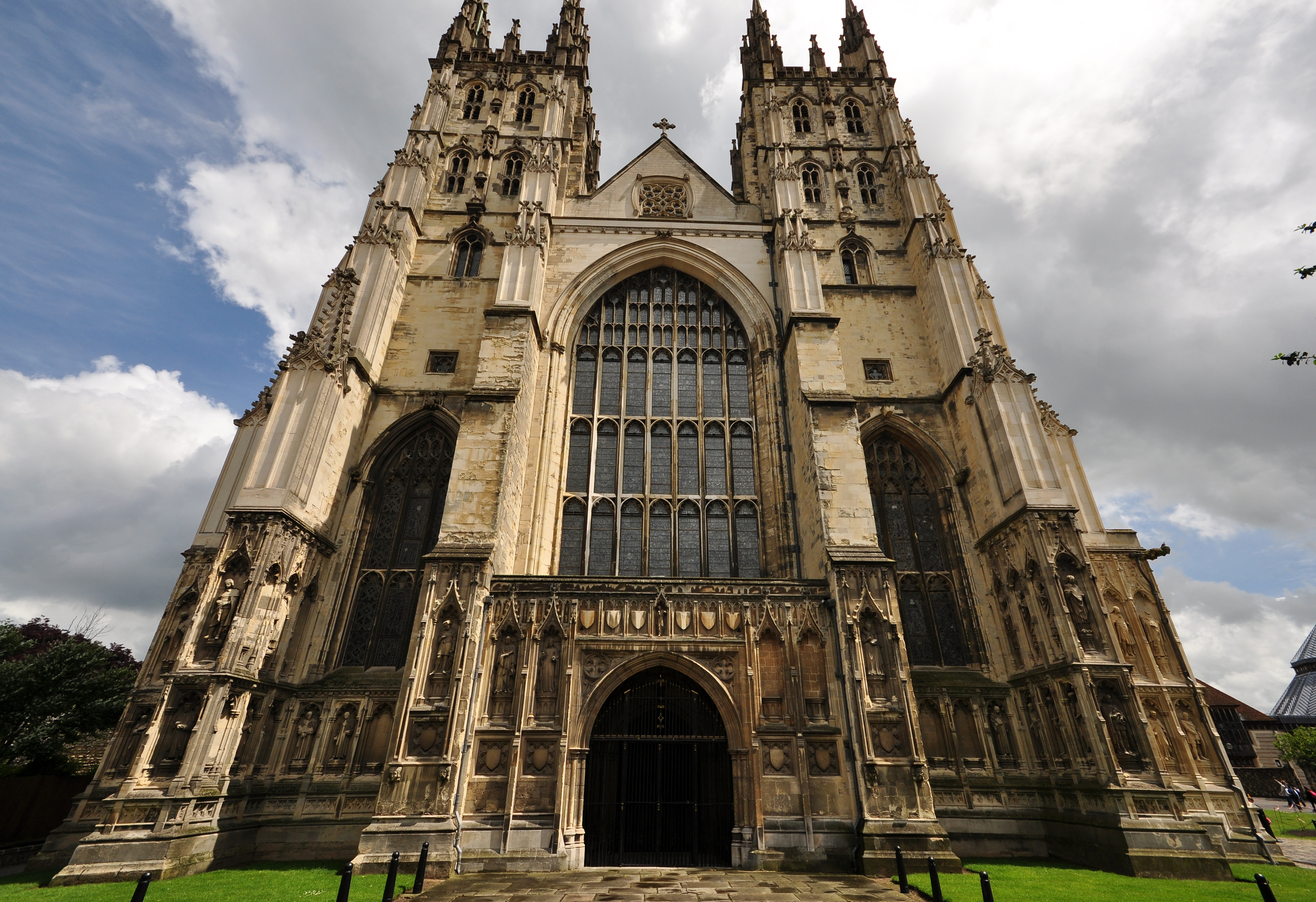
Façade Ouest.
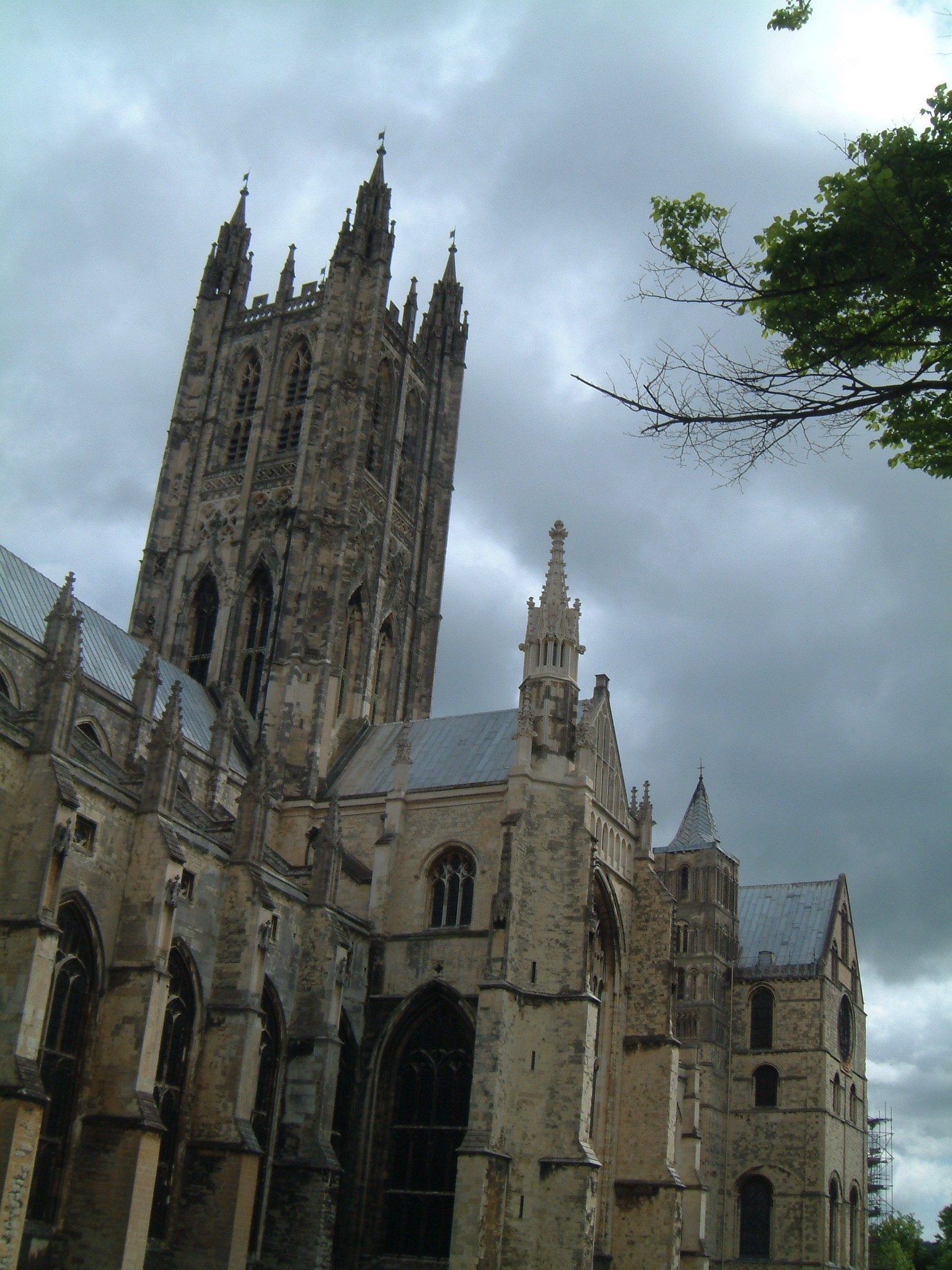
La tour centrale.
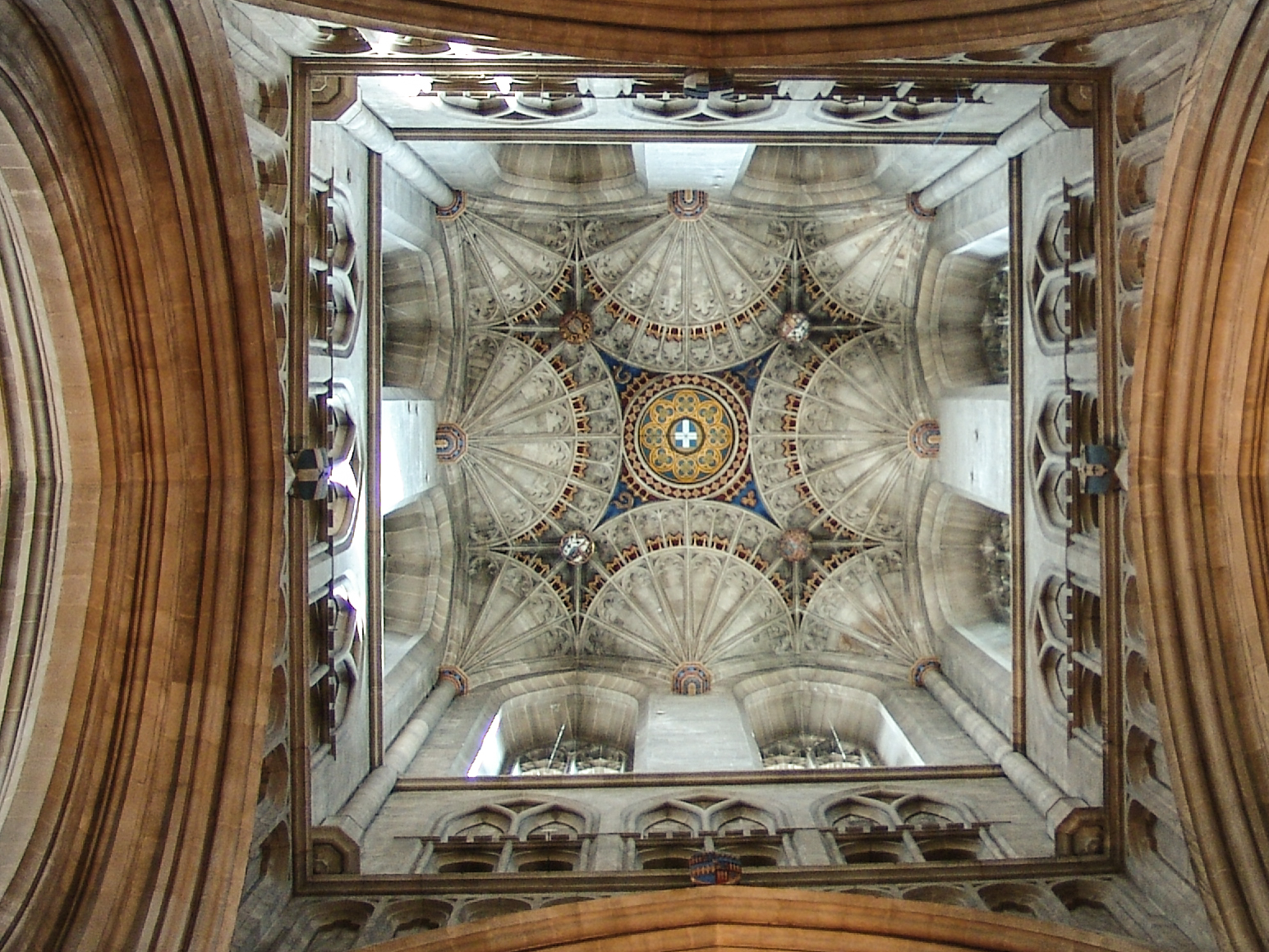
Voûtes de la tour centrale.
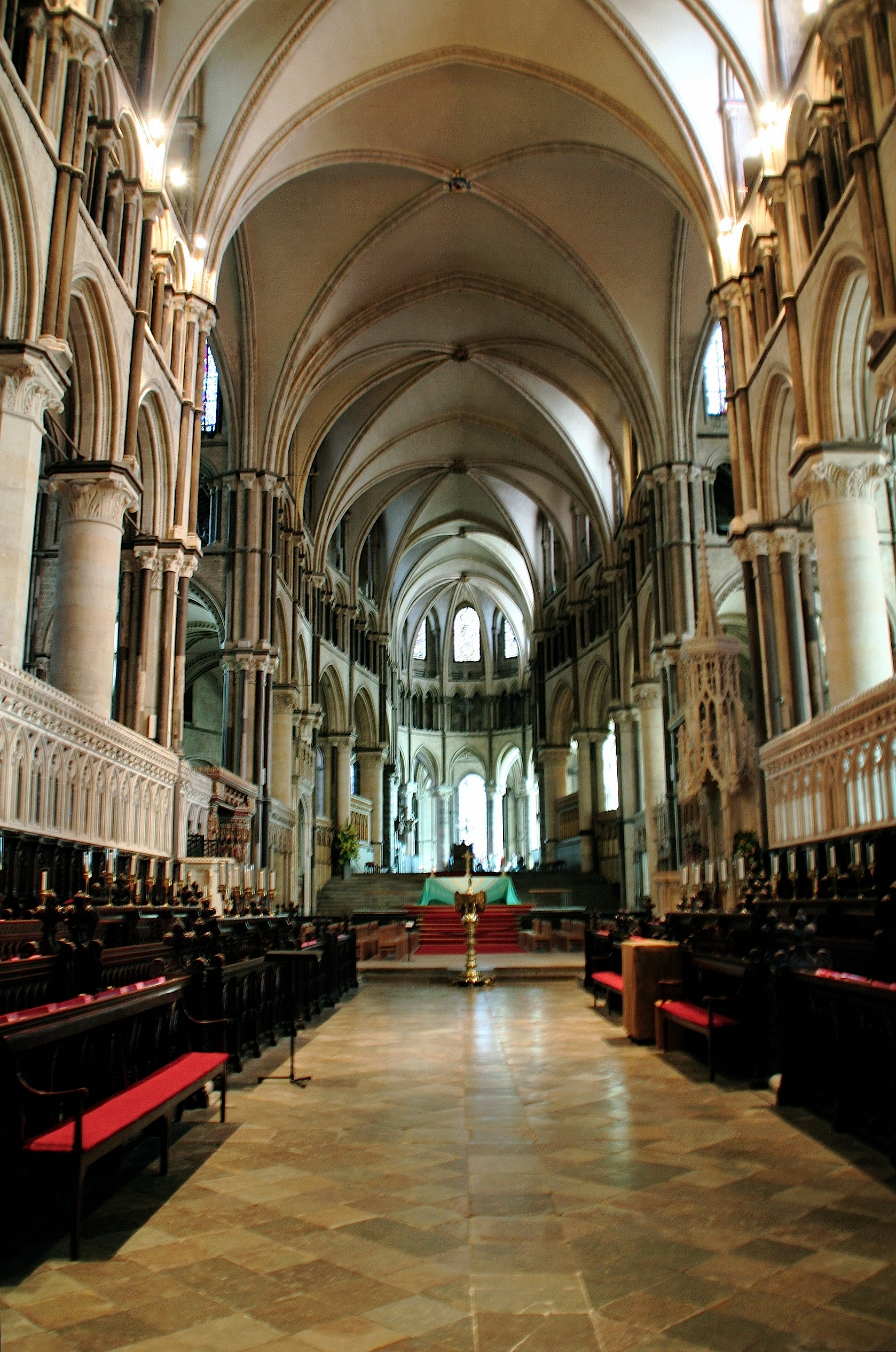
Le chœur en gothique primitif.
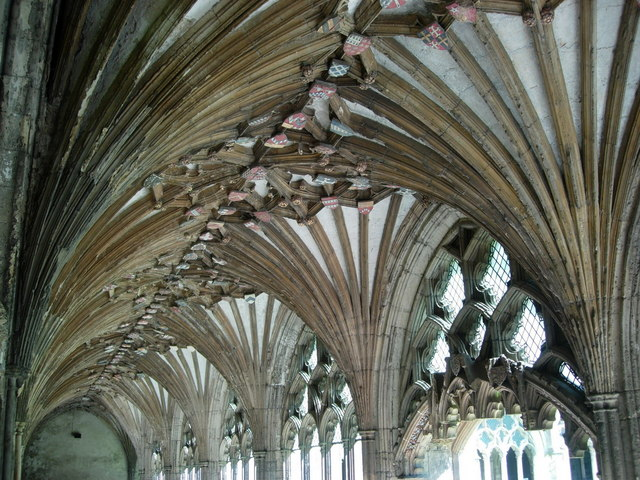
Les voûtes du cloître.

## La fondation
La fondation est l’établissement autorisé à fournir du personnel (dont peu appartient au clergé) à la cathédrale. Celui qui gère la cathédrale est le doyen, en ce moment le très révérend père Robert Willis, assisté d’un chapitre de vingt-quatre chanoines, dont quatre sont résidents, les autres étant désignés de façon honoraire par le clergé du diocèse. De plus, des chanoines forment ensemble le Grand Chapitre qui a la responsabilité légale à la fois de la cathédrale et de l’élection de l’archevêque lorsqu’une vacance est prévue. La loi anglaise et la coutume veulent qu’ils ne puissent élire que la personne qui a été nommée par le monarque sur proposition du Premier ministre. La fondation inclut aussi les Scholars du roi et d’autres officiers dont certains postes sont sur le point de disparaître comme le barbier de la cathédrale. La cathédrale emploie 250 personnes à temps complet ce qui en fait un des plus gros employeurs du district.